# Giro d'Italia 2011
Il Giro d'Italia 2011, novantaquattresima edizione della corsa e quattordicesima prova dell'UCI World Tour 2011, si svolse in ventuno tappe dal 7 al 29 maggio 2011 per un totale di 3 479 km, con partenza da Torino e arrivo a Milano. La vittoria andò all'italiano Michele Scarponi, che completò il percorso in 84h11'24", alla media di 38,758 km/h, davanti al connazionale Vincenzo Nibali e al francese John Gadret.
Sul traguardo di Milano giunsero 159 ciclisti dei 207 partiti da Torino. 
Il successo finale era inizialmente andato allo spagnolo Alberto Contador, del team Saxo Bank-Sungard, che concluse l'edizione in 84h05'14". Il corridore iberico aveva ottenuto anche due successi parziali: nella tappa con arrivo sull'Etna e nella cronoscalata del Nevegal; inoltre, grazie ai numerosi piazzamenti, si era anche aggiudicato la classifica a punti. Nel febbraio del 2012 Contador fu tuttavia squalificato dal Tribunale Arbitrale dello Sport per positività all'antidoping. La sanzione retroattiva determinò la cancellazione di tutti i risultati da lui ottenuti a partire dall'agosto 2010.
Durante il Giro perse la vita Wouter Weylandt, velocista belga del Team Leopard-Trek, che cadde lungo la discesa del Passo del Bocco nel corso della terza tappa. Quel giorno e l'indomani furono annullati i festeggiamenti e la tappa successiva, con arrivo a Livorno, fu neutralizzata; in seguito alla morte del compagno di squadra, l'intera Leopard-Trek e Tyler Farrar, amico del ciclista belga, abbandonarono la corsa.

## Percorso
Il percorso del novantaquattresimo Giro d'Italia venne presentato ufficialmente il 23 ottobre 2010 al Teatro Carignano di Torino, città designata come sede di partenza. La scelta di iniziare dal capoluogo del Piemonte, prima capitale d'Italia, fu motivata dalla volontà di festeggiare il 150º anniversario dell'Unità d'Italia. Per lo stesso motivo gli organizzatori scelsero di portare la "Corsa Rosa" anche in altre località legate al Risorgimento italiano, come Reggio Emilia, Quarto dei Mille, Sapri, Castelfidardo. A sottolineare l'Unità della nazione la corsa attraversò ben 17 delle 20 regioni italiane (tutte tranne Valle d'Aosta, Puglia e Sardegna), con un unico sconfinamento all'estero, in Austria. Sempre nell'ambito delle celebrazioni del 150º anniversario, al classico "Trofeo senza fine" venne affiancata, riservata al vincitore, la "Coppa del 150º anniversario dell'Unità d'Italia", realizzata dallo scultore Silvio Gazzaniga.

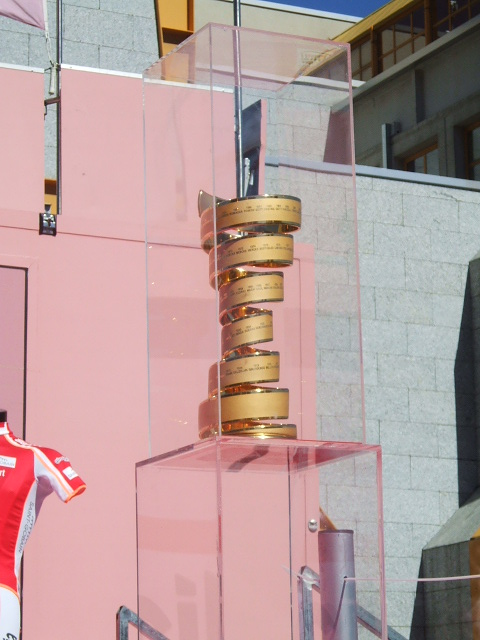
Il "Trofeo senza fine", assegnato al vincitore finale

Il tracciato iniziò con una cronometro a squadre di 19,3 km da Venaria Reale a Torino, mentre l'arrivo come da tradizione fu fissato a Milano dopo ventuno tappe. Tre furono le cronometro, quella a squadre del primo giorno a Torino, la cronoscalata di 12,7 km al Nevegal, con arrivo in salita (sedicesima tappa), e quella conclusiva di 31,5 km a Milano; due invece i giorni di riposo in programma, l'11 e il 23 maggio. Le tappe con arrivo in salita furono ben sette: Montevergine di Mercogliano, Etna, Großglockner, Zoncolan, Gardeccia/Val di Fassa, Macugnaga e Sestriere. La cima Coppi, punto più alto toccato dai ciclisti, fu sul Passo Giau, nel corso della quindicesima tappa, a 2236 m d'altitudine. Altri arrivi di tappa in leggera salita avvennero ad Orvieto, Teramo, Castelfidardo e Sondrio. I comuni di Parma, Rapallo, Livorno, Fiuggi Terme, Tropea, Ravenna e San Pellegrino Terme ospitarono invece i sette arrivi in pianura. Nel complesso i metri di dislivello furono 24.000.
Dopo la presentazione del percorso e prima dell'inizio del Giro, gli organizzatori apportarono alcune modifiche. In novembre fu cambiato il percorso finale della frazione di Tropea; verso la fine di dicembre fu quindi modificato una prima volta il percorso della cronometro di Milano. Il 1º aprile RCS Sport annunciò che la diciassettesima tappa, con arrivo previsto a Sondrio, si sarebbe conclusa invece a Tirano, accorciando di 16 km la lunghezza della frazione. La modifica del percorso fu, a detta degli organizzatori, da ricondursi a problemi relativi alla sicurezza, la quale non poteva essere garantita nel finale della tappa originale.
Il 20 maggio la Giuria della corsa decise di cancellare dalla quattordicesima tappa (che si sarebbe svolta l'indomani) la salita e la discesa del Monte Crostis, portando la lunghezza del percorso da 210 km a 190 km, con il solo passaggio da Tualis. Secondo il comunicato ufficiale della direzione della corsa, il Collegio dei Commissari non aveva reputato sufficiente la proposta fatta dall'Organizzatore «in seguito alle varie lamentele dei Direttori Sportivi conseguenti all'impossibilità di garantire una gestione sportiva ottimale nel finale della tappa» nonostante l'organizzatore avesse «preso tutte le misure necessarie per garantire la sicurezza dei corridori». Angelo Zomegnan la definì una «decisione grave e immotivata». Il giorno dopo, a gara in corso, il tragitto fu nuovamente ridotto di 18 km (con il taglio dello scollinamento a Tualis) a causa di possibili contestazioni dei tifosi in quella zona.
Il 24 maggio, infine, fu annunciato un cambio radicale del percorso della cronometro finale a Milano (da svolgersi cinque giorni dopo), per agevolare il traffico urbano in occasione dei ballottaggi dovuti alle locali elezioni amministrative. La partenza fu spostata dal Castello Sforzesco alla Fiera di Milano (inizialmente sede del primo rilievo cronometrico) e il tracciato ridotto da 31,5 a 26 km. La sede d'arrivo in prossimità del Duomo, ove si sarebbero svolte anche le premiazioni, rimase comunque immutata.

## Tappe
| Tappa  | Data      | Percorso                                 | km               | Vincitore di tappa               | Leader cl. generale                |
| ------ | --------- | ---------------------------------------- | ---------------- | -------------------------------- | ---------------------------------- |
| 1ª     | 7 maggio  | Venaria Reale > Torino (cron. a squadre) | 19,3             | HTC-Highroad                     | Marco Pinotti                      |
| 2ª     | 8 maggio  | Alba > Parma                             | 244              | Alessandro Petacchi              | Mark Cavendish                     |
| 3ª     | 9 maggio  | Reggio Emilia > Rapallo                  | 173              | Ángel Vicioso                    | David Millar                       |
| 4ª     | 10 maggio | Quarto dei Mille > Livorno               | 216              | neutralizzata                    | David Millar                       |
| 5ª     | 11 maggio | Piombino > Orvieto                       | 191              | Pieter Weening                   | Pieter Weening                     |
| 6ª     | 12 maggio | Orvieto > Fiuggi Terme                   | 216              | Francisco Ventoso                | Pieter Weening                     |
| 7ª     | 13 maggio | Maddaloni > Montevergine di Mercogliano  | 110              | Bart De Clercq                   | Pieter Weening                     |
| 8ª     | 14 maggio | Sapri > Tropea                           | 217              | Oscar Gatto                      | Pieter Weening                     |
| 9ª     | 15 maggio | Messina > Etna                           | 169              | Alberto Contador José Rujano     | Alberto Contador Kanstancin Siŭcoŭ |
|        | 16 maggio | giorno di riposo                         | giorno di riposo | giorno di riposo                 | giorno di riposo                   |
| 10ª    | 17 maggio | Termoli > Teramo                         | 159              | Mark Cavendish                   | Alberto Contador Kanstancin Siŭcoŭ |
| 11ª    | 18 maggio | Tortoreto Lido > Castelfidardo           | 142              | John Gadret                      | Alberto Contador Kanstancin Siŭcoŭ |
| 12ª    | 19 maggio | Castelfidardo > Ravenna                  | 184              | Mark Cavendish                   | Alberto Contador Kanstancin Siŭcoŭ |
| 13ª    | 20 maggio | Spilimbergo > Großglockner (A)           | 167              | José Rujano                      | Alberto Contador Vincenzo Nibali   |
| 14ª    | 21 maggio | Lienz (A) > Monte Zoncolan               | 172              | Igor Antón                       | Alberto Contador Vincenzo Nibali   |
| 15ª    | 22 maggio | Conegliano > Gardeccia/Val di Fassa      | 229              | Mikel Nieve                      | Alberto Contador Michele Scarponi  |
|        | 23 maggio | giorno di riposo                         | giorno di riposo | giorno di riposo                 | giorno di riposo                   |
| 16ª    | 24 maggio | Belluno > Nevegal (cron. individuale)    | 12,7             | Alberto Contador Vincenzo Nibali | Alberto Contador Michele Scarponi  |
| 17ª    | 25 maggio | Feltre > Tirano                          | 230              | Diego Ulissi                     | Alberto Contador Michele Scarponi  |
| 18ª    | 26 maggio | Morbegno > San Pellegrino Terme          | 151              | Eros Capecchi                    | Alberto Contador Michele Scarponi  |
| 19ª    | 27 maggio | Bergamo > Macugnaga                      | 209              | Paolo Tiralongo                  | Alberto Contador Michele Scarponi  |
| 20ª    | 28 maggio | Verbania > Sestriere                     | 242              | Vasil' Kiryenka                  | Alberto Contador Michele Scarponi  |
| 21ª    | 29 maggio | Milano (cron. individuale)               | 26               | David Millar                     | Alberto Contador Michele Scarponi  |
| Totale | Totale    | Totale                                   | 3 479            |                                  |                                    |

## Squadre e corridori partecipanti
In occasione del Giro d'Italia 2011 sono state invitate 23 squadre, delle quali 18 sono quelle con licenza UCI ProTeam mentre 5 sono UCI Professional Continental Team.
| N.      | Cod. | Squadra                     |
| ------- | ---- | --------------------------- |
| 1-9     | ASA  | Acqua & Sapone              |
| 11-19   | ALM  | AG2R La Mondiale            |
| 21-29   | AND  | Androni Giocattoli-C.I.P.I. |
| 31-39   | BMC  | BMC Racing Team             |
| 41-49   | COG  | Colnago-CSF Inox            |
| 51-59   | EUS  | Euskaltel-Euskadi           |
| 61-69   | GEO  | Geox-TMC                    |
| 71-79   | THR  | HTC-Highroad                |
| 81-89   | KAT  | Katusha Team                |
| 91-99   | LAM  | Lampre-ISD                  |
| 101-109 | LEO  | Team Leopard-Trek           |
| 111-119 | LIQ  | Liquigas-Cannondale         |

| N.      | Cod. | Squadra                   |
| ------- | ---- | ------------------------- |
| 121-129 | MOV  | Movistar Team             |
| 131-139 | OLO  | Omega Pharma-Lotto        |
| 141-149 | AST  | Pro Team Astana           |
| 150-158 | FAR  | Farnese Vini-Neri Sottoli |
| 161-169 | QST  | Quickstep Cycling Team    |
| 171-179 | RAB  | Rabobank Cycling Team     |
| 181-189 | SBS  | Saxo Bank-Sungard         |
| 191-199 | SKY  | Sky Procycling            |
| 201-209 | GRM  | Team Garmin-Cervélo       |
| 211-219 | RSH  | Team RadioShack           |
| 221-229 | VCD  | Vacansoleil-DCM           |

## Resoconto degli eventi

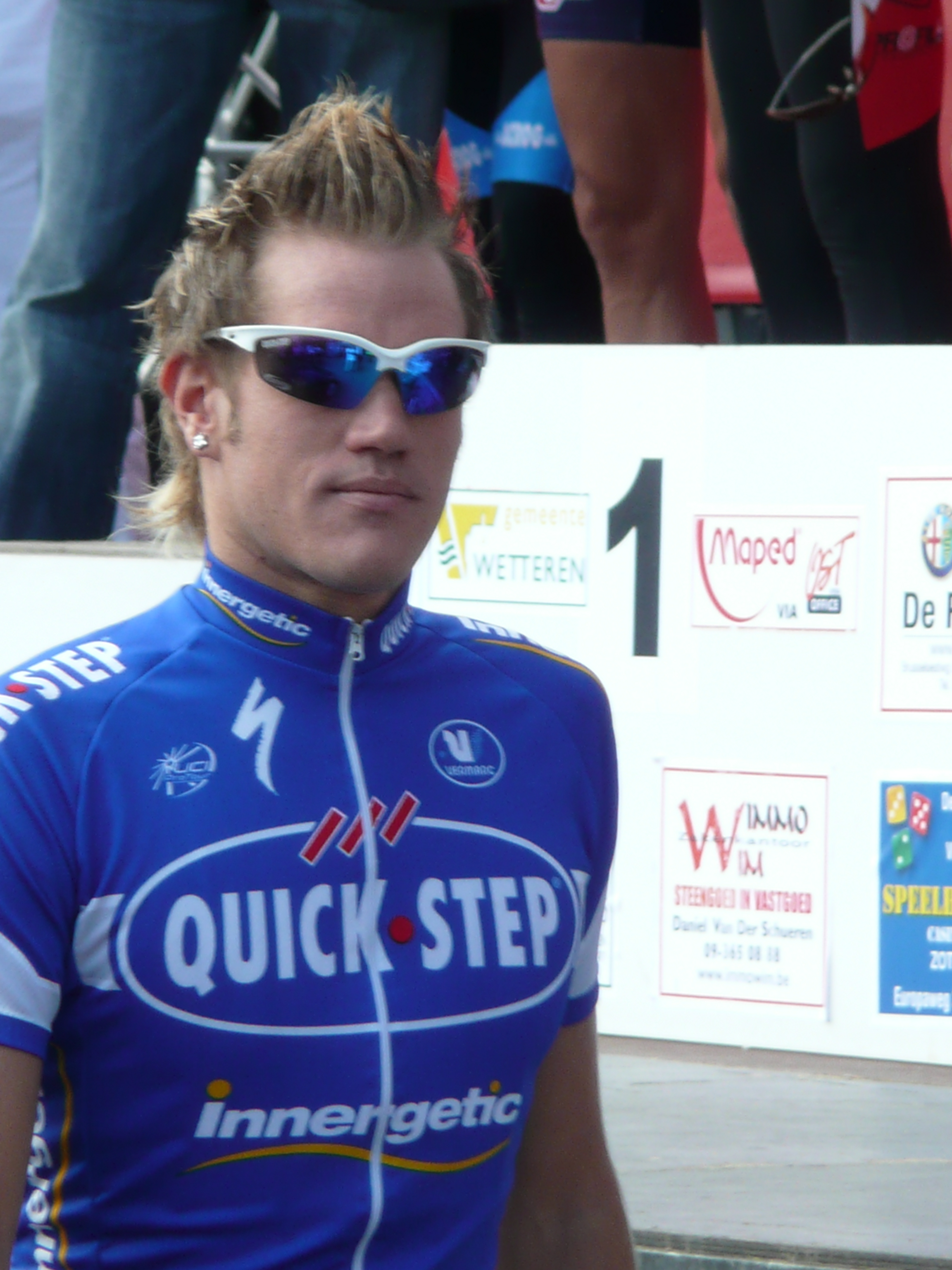
Wouter Weylandt

Il Giro dei 150 anni dell'Unità d'Italia, caratterizzato da grandi salite e poche tappe per velocisti, parte dalla Reggia di Venaria Reale, a Torino, con una cronosquadre vinta dalla HTC-Highroad e che consegna la leadership a Marco Pinotti. I favoriti, Contador, Nibali, Scarponi, Men'šov, Kreuziger, comunque non perdono particolare terreno gli uni dagli altri. La terza tappa sconvolge la corsa: lungo la discesa dal Passo del Bocco verso Rapallo, Wouter Weylandt, corridore della Leopard-Trek, cade ad alta velocità e, nonostante i soccorsi, muore poco dopo. Il drammatico evento porta alla neutralizzazione della frazione successiva, con il gruppo giunto compatto a Livorno a scortare i compagni di squadra del belga, e il ritiro successivo di questi ultimi dalla competizione (oltre che di Tyler Farrar, amico del corridore). In seguito, il numero 108 appartenente a Weylandt è stato ricordato da tifosi e addetti nelle restanti giornate. Per la cronaca, David Millar è in maglia rosa.
Si giunge al primo arrivo in salita a Montevergine di Mercogliano della settima tappa, dove trionfa il belga Bart De Clercq su Scarponi e Kreuziger che regolano il gruppo. Contador inizia ad accumulare il suo vantaggio già sullo strappo di Tropea, in un'ottava tappa (conclude secondo) sulla carta per velocisti, proseguendo il giorno seguente sull'Etna. In quella frazione Scarponi si stacca nel tentativo di reagire allo scatto dello spagnolo, che va a trionfare all'arrivo seguito dal solo José Rujano, sorpresa della corsa, con Nibali e gli altri favoriti a 50". Al termine della seconda settimana Contador dà il primo colpo decisivo alla corsa con uno scatto sul Großglockner, cui risponde ancora il solo Rujano (poi vincitore di tappa), che spezza il gruppo dei migliori.
Si ripete poi cinque giorni dopo con il secondo posto sul Monte Zoncolan, in occasione di una 14ª tappa privata dell'ascesa del Crostis: stavolta viene contenuto da Nibali (il quale perde solo 11 secondi), guadagnando comunque su tutti gli altri big. Infine nella tappa sul Gardeccia si classifica terzo, precedendo di 6 secondi Scarponi, di mezzo minuto Gadret e Rujano e di quasi due minuti Nibali e Rodríguez. La cronoscalata del Nevegal vede lo spagnolo ottenere il secondo successo parziale e allungare ulteriormente nell'ordine su Nibali e Scarponi; mentre nell'arrivo al Sestriere, penultima tappa, le posizioni rimangono immutate e la classifica generale confermata.
Il trionfo a Milano di Alberto Contador viene coronato dal terzo posto nella cronometro finale vinta dal britannico David Millar. La prova contro il tempo vede anche il duello tra Scarponi e Nibali per il secondo posto: a spuntarla è il primo, che in graduatoria chiude a 6'10" da Contador, mentre terzo è Nibali a 6'56". Completano la top 10 della classifica generale finale nell'ordine Gadret, Rodríguez, Kreuziger, Rujano, Men'šov, Kruijswijk e Siŭcoŭ. Il sesto classificato, il ceco Roman Kreuziger, è risultato vincitore della classifica giovani, quale primo piazzato tra gli Under-25; il veterano Stefano Garzelli si è aggiudicato la maglia verde del miglior scalatore, con la soddisfazione di essere passato in testa sulla Cima Coppi del Passo Giau.
Curiosamente, durante la cerimonia di premiazione finale si è verificato un inconveniente con l'inno nazionale spagnolo: non viene infatti suonata l'odierna Marcha Real (priva di testo), ma una versione non ufficiale usata durante i primi anni del Franchismo, con testi di José María Pemán. La cosa ha avuto molta risonanza in Spagna e il Consejo Superior de Deportes ha presentato una protesta formale all'organizzazione del Giro. Il direttore Angelo Zomegnan è stato costretto a scusarsi con la delegazione spagnola presente al Giro e con il console spagnolo a Milano.
In seguito alla squalifica per doping inflitta dal Tribunale Arbitrale dello Sport a Contador nel febbraio del 2012, la vittoria del Giro d'Italia 2011 è stata assegnata a Michele Scarponi, secondo nella classifica generale originale, cui è stato attribuito anche il successo nella classifica a punti. Il secondo posto è andato a Vincenzo Nibali, finito inizialmente sul gradino più basso del podio, mentre il terzo posto è passato al francese John Gadret, quarto in gara. Sono state anche riassegnate ai secondi classificati le vittorie di tappa dell'Etna (a Rujano) e di Nevegal (a Nibali).

## Dettagli delle tappe

### 1ª tappa
- 7 maggio: Venaria Reale > Torino – Cronometro a squadre – 19,3 km

Risultati
| Pos. | Squadra             | Tempo  |
| ---- | ------------------- | ------ |
| 1    | HTC-Highroad        | 20'59" |
| 2    | Team RadioShack     | a 10"  |
| 3    | Liquigas-Cannondale | a 22"  |

| Pos. | Corridore         | Squadra | Tempo  |
| ---- | ----------------- | ------- | ------ |
| 1    | Marco Pinotti     | HTC     | 20'59" |
| 2    | Lars Ytting Bak   | HTC     | s.t.   |
| 3    | Kanstancin Siŭcoŭ | HTC     | s.t.   |

Descrizione e riassunto

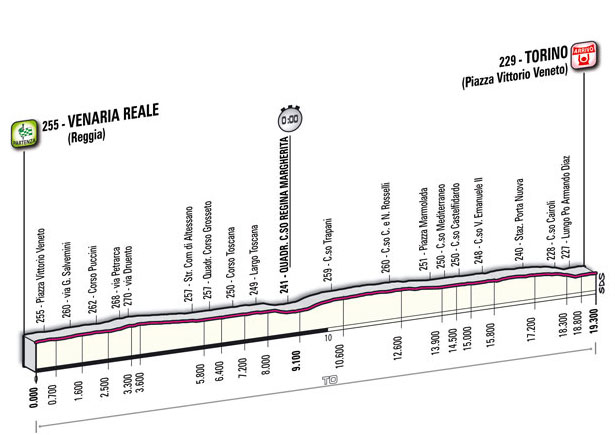

Torino, prima capitale dello Stato Italiano, ospita la tappa iniziale del Giro (una cronosquadre) di 19,3 km. Partendo dalla Reggia di Venaria, le 23 squadre sono entrate nel capoluogo piemontese passando nei pressi della nuova Juventus Arena, percorrendo di seguito i corsi Toscana, Potenza, Lecce, Trapani, Carlo Rosselli, Castel Fidardo, Vittorio Emanuele II e infine Casale. L'arrivo era infatti posto in piazza Vittorio Veneto, all'ombra della Mole Antonelliana. Le difficoltà maggiori si potevano ritrovare unicamente in prossimità di qualche rotonda; ulteriori problemi - scongiurati - potevano essere causati dai lastricati o dai binari della tramvia.
La corsa contro il tempo è andata alla compagine statunitense della HTC-Highroad del velocista Mark Cavendish, che ha fermato il cronometro in 20'59" (55,142 la media oraria). Il primo a tagliare il traguardo è stato il campione italiano di specialità Marco Pinotti. Al secondo posto il Team RadioShack, staccato di 10". Terza la Liquigas-Cannondale di Vincenzo Nibali.

### 2ª tappa
- 8 maggio: Alba > Parma – 244 km

Risultati
| Pos. | Corridore           | Squadra | Tempo    |
| ---- | ------------------- | ------- | -------- |
| 1    | Alessandro Petacchi | Lampre  | 5h45'40" |
| 2    | Mark Cavendish      | HTC     | s.t.     |
| 3    | Manuel Belletti     | Colnago | s.t.     |

| Pos. | Corridore         | Squadra | Tempo    |
| ---- | ----------------- | ------- | -------- |
| 1    | Mark Cavendish    | HTC     | 6h06'27" |
| 2    | Kanstancin Siŭcoŭ | HTC     | a 12"    |
| 3    | Craig Lewis       | HTC     | s.t.     |

Descrizione e riassunto

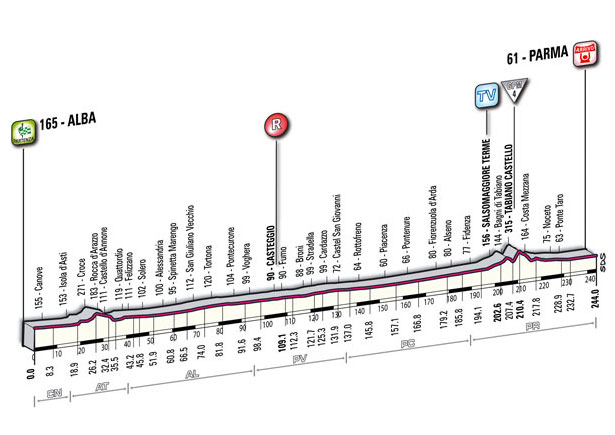

La prima tappa in linea, come prassi, non presenta difficoltà altimetriche ed è dedicata ai velocisti. Ma in questa edizione è stata anche la più lunga, con i suoi 244 km che separano Alba da Parma. Dalle Langhe albesi i corridori si sono spostati nella bassa Pianura padana. L'unica asperità era posta sul Castello di Tabiano, inedito GPM di quarta categoria (315 m), 8 km dopo il traguardo volante di Salsomaggiore Terme e posto a 34 km dalla fine.
A movimentare la giornata è stata una lunga fuga solitaria di Sebastian Lang (Omega Pharma-Lotto, vantaggio massimo 19'15") partito al primo km e prima maglia verde del Giro, ripreso a 26 chilometri dall'arrivo. Tentano poi la sortita in otto, invano (con la caduta di Ėduard Vorganov della Katusha). La volata è stata regolata, con qualche polemica nel post-gara, da Alessandro Petacchi (Lampre-ISD) su Mark Cavendish (comunque in rosa per gli abbuoni).

### 3ª tappa
- 9 maggio: Reggio Emilia > Rapallo – 173 km

Risultati
| Pos. | Corridore     | Squadra  | Tempo    |
| ---- | ------------- | -------- | -------- |
| 1    | Ángel Vicioso | Androni  | 3h57'38" |
| 2    | David Millar  | Garmin   | s.t.     |
| 3    | Pablo Lastras | Movistar | s.t.     |

| Pos. | Corridore         | Squadra | Tempo     |
| ---- | ----------------- | ------- | --------- |
| 1    | David Millar      | Garmin  | 10h04'29" |
| 2    | Ángel Vicioso     | Androni | a 7"      |
| 3    | Kanstancin Siŭcoŭ | HTC     | a 9"      |

Descrizione e riassunto

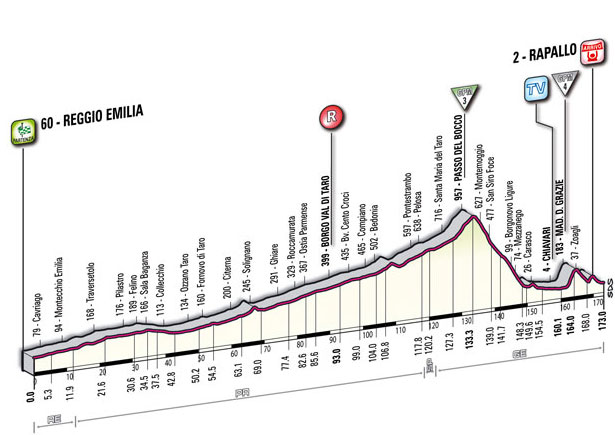

Reggio Emilia è stata scelta come sede di partenza per omaggiare il tricolore ("nato" proprio nella città emiliana). Ad accogliere il gruppo, sempre una costante ed impercettibile ascesa verso l'Appennino ligure e il Tigullio, con il culmine sul Passo del Bocco (GPM di 3ª categoria). Dopo una discesa tecnica, un'ultima difficoltà: lo strappo della Madonna delle Grazie (salita di 4ª categoria), affrontato salendo da Chiavari e posto lungo la Via Aurelia, distante meno di 9 km da Rapallo.
Dopo trenta chilometri partono all'attacco quattro uomini (Brutt, Brambilla - nuova maglia verde, scollinato per primo sul Bocco -, Ricci Bitti e De Clercq; per loro vantaggio massimo di circa 6') che vengono ripresi a 12 km dalla conclusione. A poco più di 3 km dall'arrivo tentano l'azione da finisseur in cinque. La vittoria va ad Ángel Vicioso; David Millar, piazzatosi secondo alle spalle dello spagnolo, è la terza maglia rosa in tre giorni. Seguono nell'ordine con lo stesso tempo Lastras, Moreno e Le Mével. Il gruppo giunge con 21" di ritardo, preceduto di 9" anche dalla coppia formata da Tankink e Pineau.
I risultati e gli ultimi venticinque chilometri della tappa passano però in secondo piano a causa della tragedia che si verifica nella discesa del Passo del Bocco. Sulla spinta di Failli e Visconti la stessa viene affrontata a grande velocità, oltre i settanta chilometri orari. Con il gruppo allungato, Wouter Weylandt, velocista del Team Leopard-Trek, è vittima di una violenta caduta: urta un muretto a bordo strada e viene violentemente sbalzato sull'asfalto diversi metri più avanti. Le condizioni del belga appaiono subito gravissime: sebbene lo staff medico del Giro provveda immediatamente a prestare i soccorsi del caso, allertando anche l'elisoccorso, dopo circa quaranta minuti di tentata rianimazione viene constatato il decesso.

### 4ª tappa
- 10 maggio: Quarto dei Mille > Livorno – 216 km

Risultati
| Pos. | Corridore | Squadra | Tempo |
| ---- | --------- | ------- | ----- |
| -    |           |         |       |

| Pos. | Corridore         | Squadra | Tempo     |
| ---- | ----------------- | ------- | --------- |
| 1    | David Millar      | Garmin  | 10h04'29" |
| 2    | Ángel Vicioso     | Androni | a 7"      |
| 3    | Kanstancin Siŭcoŭ | HTC     | a 9"      |

Descrizione e riassunto

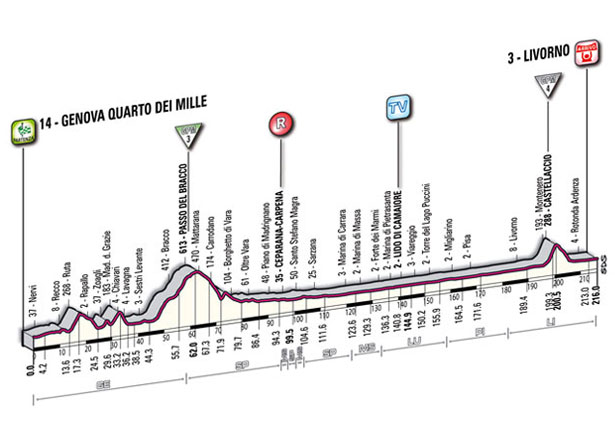

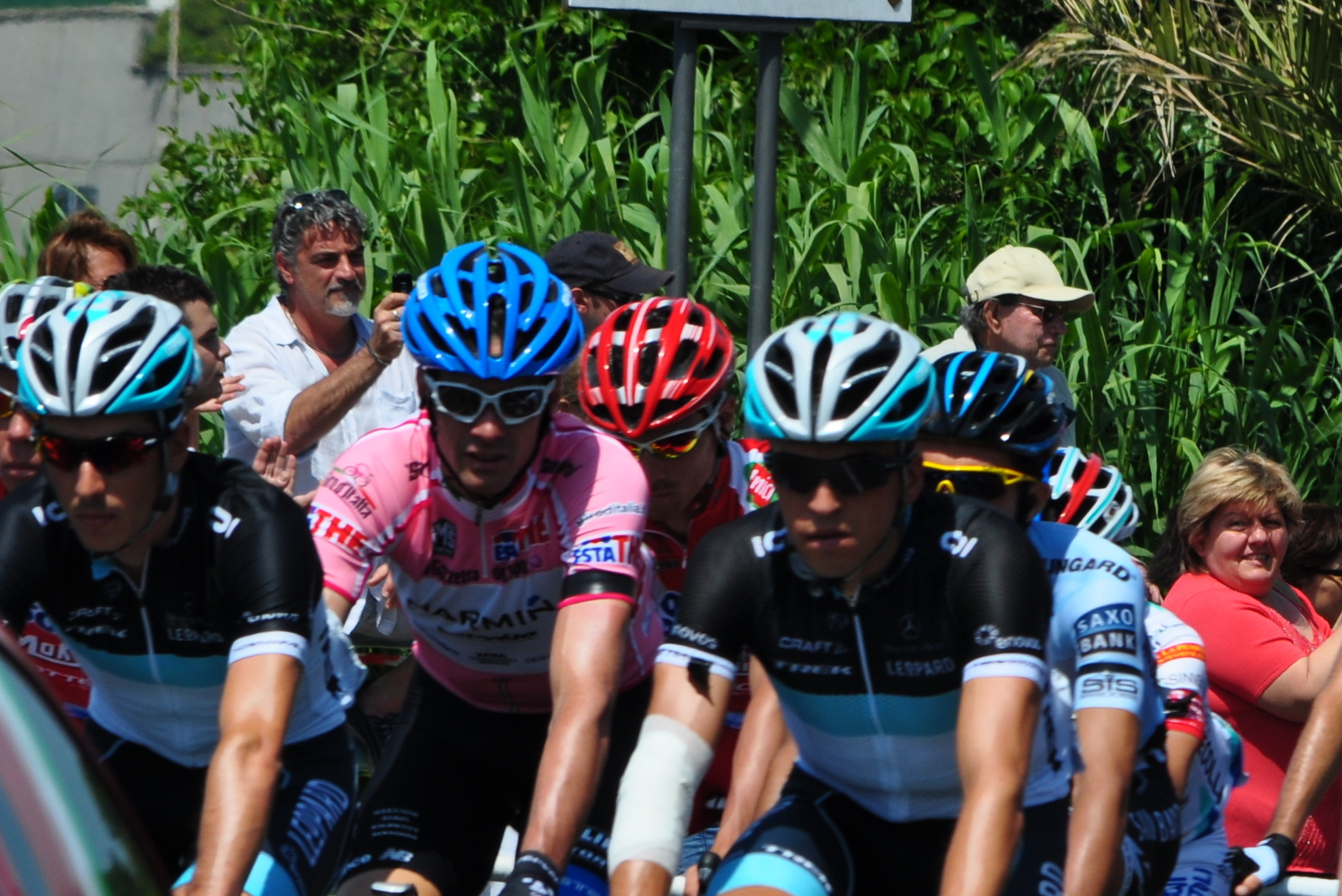
David Millar in maglia rosa nelle fasi relative alla partenza della quarta tappa, vicino agli uomini della Leopard-Trek orfani di Wouter Weylandt

La frazione è stata neutralizzata su decisione degli atleti per commemorare la scomparsa di Wouter Weylandt, deceduto durante la tappa precedente lungo la discesa del Passo del Bocco. Prima della partenza, tutto il gruppo si è recato a Lavagna dove era situata la camera mortuaria per dare un ultimo saluto all'atleta. Dopodiché i ciclisti si sono recati al km 0 dove, dopo un minuto di raccoglimento e l'esecuzione del "Silenzio" da parte dei Bersaglieri, hanno preso il via.
In ambito agonistico, i singoli, partiti da Quarto dei Mille per onorare la figura di Giuseppe Garibaldi, scendendo lungo la via Aurelia, avrebbero incontrato la cima del Passo del Bracco (colle di terza categoria) al km 62, per poi attraversare l'intera riviera della Versilia (con traguardo volante al Lido di Camaiore). Dopo il porto di Livorno, da Montenero si abbandonava l'Aurelia per salire in località Castellaccio, dopo una breve ascesa con punte al 18% (GPM di quarta categoria), prima di riscendere definitivamente verso il lungomare livornese.
Al contrario, il tragitto è stato percorso ad andatura turistica e suddiviso virtualmente in settori lunghi circa 10 km ciascuno. In ogni frangente una squadra diversa ha "tirato" con alle spalle il gruppo compatto. Al termine, è stato dato il "via libera" ai componenti del Team Leopard-Trek, compagni di squadra di Weylandt, che hanno tagliato in contemporanea il traguardo. A loro si è aggiunto Tyler Farrar (Team Garmin-Cervélo), amico personale dello sventurato ciclista. Subito dietro di loro, la maglia rosa di David Millar a regolare il plotone. Ai fini della cronaca, il tempo di tappa non è stato sommato a quello della classifica generale. Inoltre non sono stati assegnati punti né abbuoni per arrivo, traguardo volante e i due GPM di giornata. Pertanto tutte le classifiche sono rimaste invariate.

### 5ª tappa
- 11 maggio: Piombino > Orvieto – 191 km

Risultati
| Pos. | Corridore      | Squadra  | Tempo    |
| ---- | -------------- | -------- | -------- |
| 1    | Pieter Weening | Rabobank | 4h54'49" |
| 2    | Fabio Duarte   | Geox-TMC | a 8"     |
| 3    | José Serpa     | Androni  | s.t.     |

| Pos. | Corridore         | Squadra  | Tempo     |
| ---- | ----------------- | -------- | --------- |
| 1    | Pieter Weening    | Rabobank | 14h59'33" |
| 2    | Marco Pinotti     | HTC      | a 2"      |
| 3    | Kanstancin Siŭcoŭ | HTC      | s.t.      |

Descrizione e riassunto

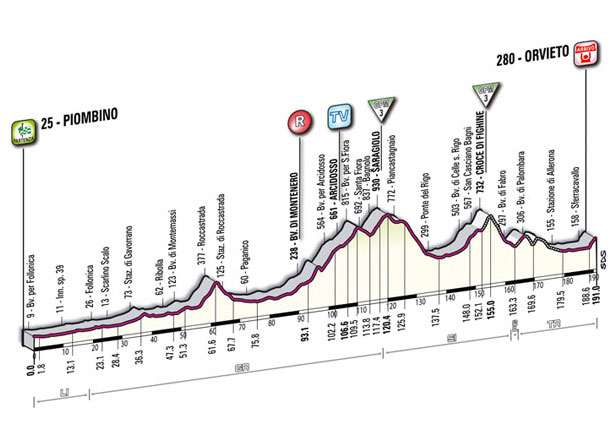

La caratteristica principale della frazione era la presenza di tre tratti in sterrato negli ultimi 50 km. Strada tranquilla sino ad Arcidosso (sede del traguardo volante) dove, a distanza di pochi chilometri, avrebbe avuto inizio la salita di Saragiolo (GPM di terza categoria). I tre chilometri con punte del 15% che più in avanti conducevano alla Croce di Fighine (altra cima di 3ª categoria) erano invece non asfaltati, così come la successiva discesa. Da Sferracavallo, ad appena 3 km dalla conclusione, si saliva ad Orvieto superando uno strappo di 650 m al 12%.
Il Giro è ripartito senza l'intero Team Leopard-Trek, squadra di Wouter Weylandt, e Tyler Farrar. Martin Kohler, svizzero della BMC, fugge dopo appena 12 km e rimane solitario in testa fino ai dieci dall'arrivo (per lui un vantaggio massimo di 12'40"). Transitando in testa sui due GPM, sarà la nuova maglia verde alla fine della giornata. Lungo gli sterrati, e non solo, tante le cadute: quella più curiosa ha visto coinvolti David Millar, in maglia rosa, e Ángel Vicioso, secondo della generale e vincitore della frazione di Rapallo, venuti al contatto mentre sprintavano per gli abbuoni del traguardo volante di Arcidosso. Da segnalarne anche un'altra più drammatica di Slagter (Rabobank), portato poi via in ambulanza. La bagarre maggiore è nelle fasi finali: John Gadret e Pieter Weening si riportano sul fuggitivo, ma è unicamente l'olandese a resistere agli attacchi da dietro di Michele Scarponi e Mikel Nieve, conquistando così tappa e maglia, mantenendo 8" di vantaggio sugli inseguitori. Millar, in ritardo di 2'50", sprofonda in classifica.

### 6ª tappa
- 12 maggio: Orvieto > Fiuggi Terme – 216 km

Risultati
| Pos. | Corridore           | Squadra  | Tempo    |
| ---- | ------------------- | -------- | -------- |
| 1    | Francisco Ventoso   | Movistar | 5h15'39" |
| 2    | Alessandro Petacchi | Lampre   | s.t.     |
| 3    | Roberto Ferrari     | Androni  | s.t.     |

| Pos. | Corridore         | Squadra  | Tempo     |
| ---- | ----------------- | -------- | --------- |
| 1    | Pieter Weening    | Rabobank | 20h15'12" |
| 2    | Kanstancin Siŭcoŭ | HTC      | a 2"      |
| 3    | Marco Pinotti     | HTC      | s.t.      |

Descrizione e riassunto

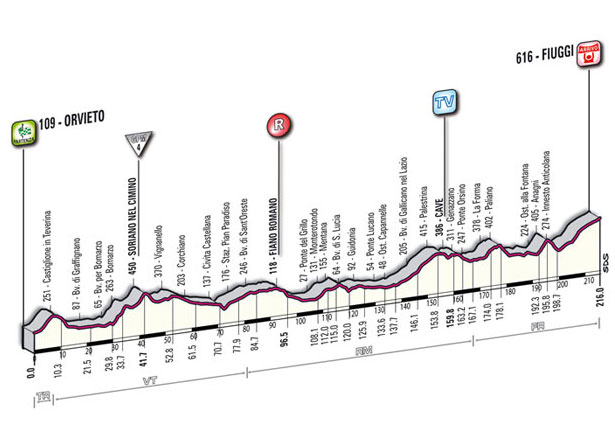

Dalla provincia di Terni, il Giro si è spostato nei piccoli centri laziali intorno alla capitale, dunque "circumnavigando" Roma e passando così per Fiano, Mentana, Guidonia e Palestrina. Il percorso non presentava alcun tratto di pianura, ma lievi salite alternate a morbide discese (in gergo "mangia e bevi"). L'unico GPM di quarta categoria era posto a Soriano al Cimino, dopo appena 41,7 km di corsa. Il traguardo di Fiuggi, invece, era in cima ad uno strappo al 4% e dopo un passaggio da Anagni.
Al nono chilometro di gara prendono l'iniziativa Veikkanen (Omega Pharma-Lotto) e Vandewalle (Quickstep), raggiunti cinque chilometri più tardi da Modolo (velocista della Colnago, primo sul GPM), Veuchelen (Vacansoleil) e Popovyč (RadioShack). Riescono a guadagnare fino a 5' prima di essere ripresi dal gruppo alla spicciolata (l'ultimo a cedere è Vandewalle, a due chilometri dal termine). Con molti velocisti tagliati fuori, è dunque Stefano Pirazzi, enfant du pays, a tentare l'azione solitaria. Più tardi prova anche Emanuele Sella, entrambi senza risultati. Negli ultimi 600 m è Danilo Di Luca a cercare di sorprendere il plotone, ma viene surclassato dalla potenza di Alessandro Petacchi e Francisco Ventoso, corridori con maggiori caratteristiche di velocisti. Tuttavia, la pendenza blocca letteralmente negli ultimi metri il corridore spezzino, che si deve accontentare del secondo posto alle spalle dell'iberico (consolidando però la leadership della classifica a punti).

### 7ª tappa
- 13 maggio: Maddaloni > Montevergine di Mercogliano – 110 km

Risultati
| Pos. | Corridore        | Squadra   | Tempo    |
| ---- | ---------------- | --------- | -------- |
| 1    | Bart De Clercq   | Omega Ph. | 2h54'47" |
| 2    | Michele Scarponi | Lampre    | s.t.     |
| 3    | Roman Kreuziger  | Astana    | s.t.     |

| Pos. | Corridore         | Squadra  | Tempo     |
| ---- | ----------------- | -------- | --------- |
| 1    | Pieter Weening    | Rabobank | 23h09'59" |
| 2    | Kanstancin Siŭcoŭ | HTC      | a 2"      |
| 3    | Marco Pinotti     | HTC      | s.t.      |

Descrizione e riassunto

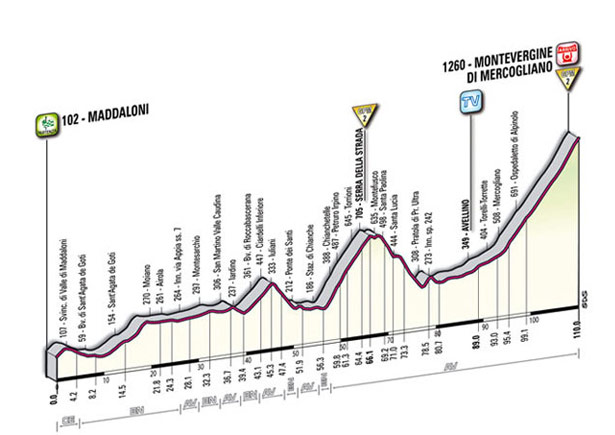

Primo degli otto arrivi in salita del Giro 2011, quello del Santuario di Montevergine era uno dei meno duri. 17 i chilometri che lo separano dalla periferia di Avellino (sede del Traguardo Volante), ma con pendenze docili e costanti (5% di media). In precedenza, il gruppo aveva superato un altro GPM di seconda categoria, posto sulla "Serra della Strada", a poca distanza da Montefusco.
Montaguti (AG2R), Pineau (Quickstep), Bak (HTC), Canuti (Colnago) e il campione italiano Visconti (Farnese Vini) coprono assieme in testa buona parte dei 110 km di tappa (per loro 3'15" il vantaggio massimo). Canuti tenta l'allungo nella discesa successiva al primo Gran Premio della Montagna, ma scivola e si riaccoda ai compagni di fuga. Nel frattempo, dal gruppo esce Hoogerland (Vacansoleil), compiendo la piccola impresa di riagganciare i primi per qualche minuto. L'ultimo a cedere davanti è Bak sulle prime rampe verso il Santuario. Tenta la sortita, con maggiore successo, il neoprofessionista De Clercq; pochi chilometri dopo provano l'azione Ochoa e Pirazzi, ma il lavoro di Lampre e di Acqua & Sapone è implacabile. Il belga della Omega Pharma-Lotto, che nel frattempo ha accumulato un discreto margine, resiste invece quel tanto che basta per non farsi superare nell'ordine da Scarponi, Kreuziger, Garzelli e Nibali nella volata finale ed è la nuova maglia verde. Il capitano della Lampre, secondo all'arrivo, rosicchia qualcosa in classifica generale in virtù degli abbuoni.

### 8ª tappa

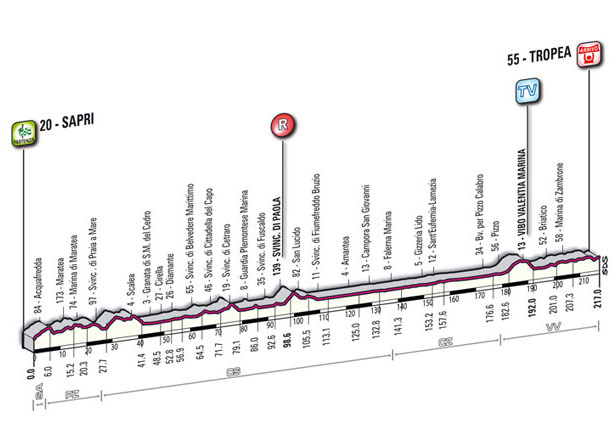

- 14 maggio: Sapri > Tropea – 217 km

Risultati
| Pos. | Corridore           | Squadra      | Tempo    |
| ---- | ------------------- | ------------ | -------- |
| 1    | Oscar Gatto         | Farnese Vini | 4h59'45" |
| SQ   | Alberto Contador    | Saxo Bank    | s.t.     |
| 2    | Alessandro Petacchi | Lampre       | a 5"     |

| Pos. | Corridore         | Squadra  | Tempo     |
| ---- | ----------------- | -------- | --------- |
| 1    | Pieter Weening    | Rabobank | 28h09'49" |
| 2    | Kanstancin Siŭcoŭ | HTC      | a 2"      |
| 3    | Marco Pinotti     | HTC      | s.t.      |

Descrizione e riassunto
Nessun GPM nei 217 km affacciati sul Mar Tirreno che separano Sapri (cittadina resa celebre dallo sbarco di Carlo Pisacane) da Tropea. Nella più classica delle "tappe di trasferimento", l'unica difficoltà era costituita dal tratto finale, in lieve ascesa e con due tornanti. Oltre al traguardo volante di Vibo Marina, sulla Strada Statale 18, all'altezza di Sant'Eufemia Lamezia, era posto un traguardo speciale per commemorare la morte di 8 cicloamatori avvenuta in quel punto nel dicembre 2010.
Dopo appena due chilometri scattano Leonardo Giordani (Farnese Vini) e Mirko Selvaggi (Vacansoleil), prendendo un vantaggio massimo di 10' a metà corsa. Verranno ripresi ad appena 7 km dalla conclusione, sfavoriti dal vento contrario. Da finisseur scatta trionfalmente Oscar Gatto sulle rampe di Tropea, seguito a sorpresa da Alberto Contador, ma l'iberico deve accontentarsi della seconda piazza: recupera comunque 17" sui primi (di cui 12" per l'abbuono). Il gruppo, a 5", è regolato da Alessandro Petacchi. Pressoché invariate le classifiche. Da annoverare una caduta ai meno 10 (coinvolto anche Stefano Garzelli), senza conseguenze rilevanti, ed il ritiro in corsa di Fabio Duarte, portacolori della Geox-TMC.

### 9ª tappa
- 15 maggio: Messina > Etna – 169 km

Risultati
| Pos. | Corridore        | Squadra      | Tempo    |
| ---- | ---------------- | ------------ | -------- |
| SQ   | Alberto Contador | Saxo Bank    | 4h54'09" |
| 1    | José Rujano      | Androni      | 4h54'12" |
| 2    | Stefano Garzelli | Acqua & Sap. | a 47"    |

| Pos. | Corridore           | Squadra   | Tempo     |
| ---- | ------------------- | --------- | --------- |
| SQ   | Alberto Contador    | Saxo Bank | 33h03'51" |
| 1    | Kanstancin Siŭcoŭ   | HTC       | 33h04'50" |
| 2    | Christophe Le Mével | Garmin    | a 20"     |

Descrizione e riassunto

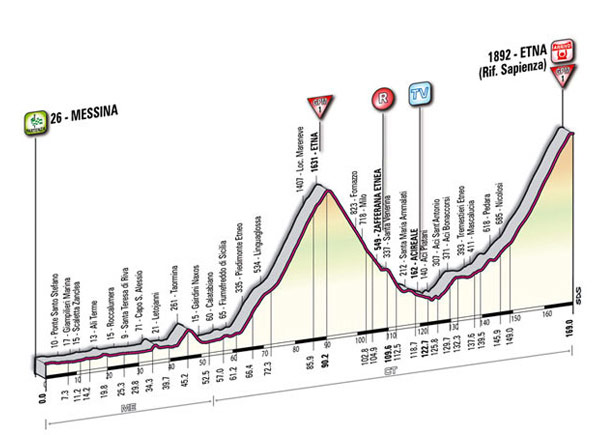

Unica giornata siciliana del Giro, prima del riposo. I corridori hanno affrontato l'Etna per due volte, ma da due versanti diversi. 18 km di salita e 1100 m di dislivello hanno separato Linguaglossa dal Rifugio Citelli (prima categoria). Dopo la seguente discesa e il traguardo volante di Acireale, nuova scalata di 19 km da Nicolosi per l'arrivo in quota al Rifugio Sapienza (1892 m s.l.m.).
Scatti immediati già dal primo chilometro, ma la fuga migliore parte dopo 50 km con l'azione di nove atleti (tra cui gli attaccanti Visconti, Popovyč, Lastras e Bakelants). Bel'kov ha poi provato ad inseguirli in solitaria, ma il tentativo non è andato a buon fine. I fuggitivi vengono ripresi dal gruppo dei migliori alle falde dell'Etna alla spicciolata. Ai meno 10, quando la maglia rosa di Pieter Weening cede di schianto, si rivede il redivivo José Rujano. Ma è l'iniziativa di Alberto Contador a fare la differenza a sette chilometri dalla vetta: Michele Scarponi gli resta a ruota, tuttavia spreca troppe energie, venendo così ripreso nuovamente dagli inseguitori. Rimasto solo in testa, il capitano della Saxo Bank-Sungard vince la tappa e conquista il simbolo del primato, con distacchi imponenti sui diretti avversari. Classifica generale dunque rivoluzionata, con l'iberico anche leader della classifica a punti. Filippo Savini è nuova maglia verde, Roman Kreuziger è invece il primo tra i giovani. Jackson Rodríguez e Chris Butler entrano nell'elenco dei ritirati.

### 10ª tappa
- 17 maggio: Termoli > Teramo – 159 km

Risultati
| Pos. | Corridore           | Squadra  | Tempo    |
| ---- | ------------------- | -------- | -------- |
| 1    | Mark Cavendish      | HTC      | 4h00'49" |
| 2    | Francisco Ventoso   | Movistar | s.t.     |
| 3    | Alessandro Petacchi | Lampre   | s.t.     |

| Pos. | Corridore           | Squadra   | Tempo     |
| ---- | ------------------- | --------- | --------- |
| SQ   | Alberto Contador    | Saxo Bank | 37h04'40" |
| 1    | Kanstancin Siŭcoŭ   | HTC       | 37h05'39" |
| 2    | Christophe Le Mével | Garmin    | a 20"     |

Descrizione e riassunto

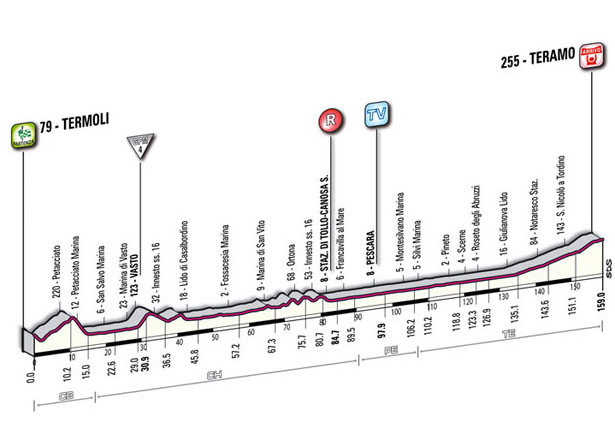

Il gruppo si sposta idealmente lungo il 15º meridiano est con il trasferimento dall'Etna a Termoli dopo un giorno di riposo. Ad accoglierlo una tappa prettamente pianeggiante, con un unico strappo che conduceva dall'Adriatica a Vasto (GPM di 4ª categoria). I corridori hanno poi seguito la Statale 16 fino a Giulianova, attraversando molti centri della costa (tra cui Pescara, sede del Traguardo Volante), dove hanno svoltato a sinistra verso l'entroterra, lungo una strada in continua ed impercettibile ascesa concretizzata con una pendenza al 4% negli ultimi 100 metri di corsa.
Non appena viene dato il via, vanno in fuga Beppu (RadioShack), Casaux (unico francese della Euskaltel-Euskadi) e Krivcov (AG2R). I tre (6' circa di vantaggio massimo) vengono ripresi a 10 km dall'arrivo. David Millar prova nuovamente ad anticipare il gruppo tirato dalla Lampre-ISD, ma il tentativo non va a buon fine: l'arrivo in volata è regolato da Mark Cavendish che anticipa nell'ordine Francisco Ventoso e Alessandro Petacchi, vincitori già a Fiuggi e Parma. Il velocista spezzino riconquista la maglia rossa. Non hanno preso parte alla gara i due velocisti Brown e McEwen, arrivati fuori tempo al Rifugio Sapienza, mentre in corsa si ritira Blythe dopo pochi chilometri.

### 11ª tappa
- 18 maggio: Tortoreto Lido > Castelfidardo – 142 km

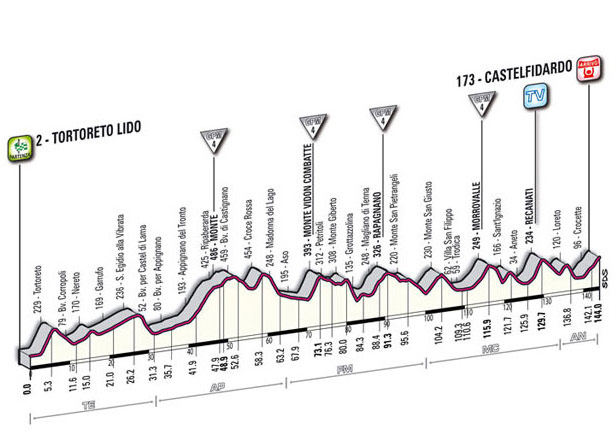

Risultati
| Pos. | Corridore         | Squadra      | Tempo    |
| ---- | ----------------- | ------------ | -------- |
| 1    | John Gadret       | AG2R         | 3h33'11" |
| 2    | Joaquim Rodríguez | Katusha      | s.t.     |
| 3    | Giovanni Visconti | Farnese Vini | s.t.     |

| Pos. | Corridore         | Squadra   | Tempo     |
| ---- | ----------------- | --------- | --------- |
| SQ   | Alberto Contador  | Saxo Bank | 40h37'51" |
| 1    | Kanstancin Siŭcoŭ | HTC       | 40h38'50" |
| 2    | Vincenzo Nibali   | Liquigas  | a 22"     |

Descrizione e riassunto
I 144 km che distanziavano Tortoreto Lido da Castelfidardo erano distribuiti tra gli Appennini marchigiani. Quattro i Gran Premi della Montagna affrontati, tutti di 4ª categoria, piazzati rispettivamente nelle località Monte, Monte Vidon Combatte, Rapagnano e Morrovalle. Brevi pendii anche a Recanati (dove era posto il Traguardo Volante) e in prossimità dell'arrivo.
Su un percorso adatto per gli attacchi da lontano, le azioni sono molte. Quella che sembrava potesse andare in porto ha avuto come protagonisti Betancur, Taborre, Stortoni, Moreno, Marzano, Agnoli, Konovalovas, Kruijswijk, Nordhaug, Machado e Le Mével, quest'ultimo terzo in classifica generale. Degli undici corridori in fuga resistono solo Moreno e Konovalovas che mantengono un vantaggio di poco inferiore ai 30" prima dell'ultima rampa a Castelfidardo. Vengono rimontati solo negli ultimi metri dal gruppo (trainato da Joaquim Rodríguez) e dal francese John Gadret, che si impone nella frazione con l'ennesimo scatto da finisseur di questo Giro. Non si contano cambiamenti di rilievo nelle classifiche, se non i ritiri dei velocisti Božič e Napolitano.

### 12ª tappa
- 19 maggio: Castelfidardo > Ravenna – 184 km

Risultati
| Pos. | Corridore           | Squadra | Tempo    |
| ---- | ------------------- | ------- | -------- |
| 1    | Mark Cavendish      | HTC     | 4h07'25" |
| 2    | Davide Appollonio   | Sky     | s.t.     |
| 3    | Alessandro Petacchi | Lampre  | s.t.     |

| Pos. | Corridore         | Squadra   | Tempo     |
| ---- | ----------------- | --------- | --------- |
| SQ   | Alberto Contador  | Saxo Bank | 44h55'16" |
| 1    | Kanstancin Siŭcoŭ | HTC       | 44h56'15" |
| 2    | Vincenzo Nibali   | Liquigas  | a 22"     |

Descrizione e riassunto

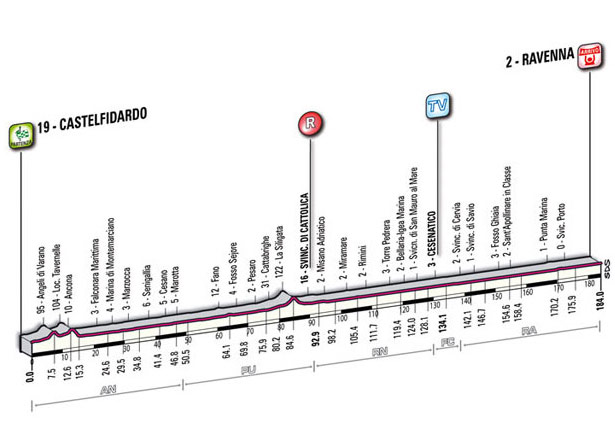

Tutto in pianura e sempre lungo il Mare Adriatico era il percorso che accompagnava i corridori a Ravenna. Protagonista la Riviera romagnola (a Cesenatico il Traguardo Volante). Prima del rettilineo finale, il gruppo ha sfiorato Sant'Apollinare in Classe e il Mausoleo di Teodorico.
Al km 5 di gara scattano quattro corridori (Minguez della Euskaltel-Euskadi, Ricci Bitti della Farnese-Neri, Clement della Rabobank e Gołaś della Vacansoleil) tenuti a bagnomaria dal plotone con un distacco mai superiore ai 4'. I fuggitivi verranno ripresi a 14 km dalla conclusione, grazie anche all'organizzazione dei treni della HTC-Highroad e della Lampre-ISD. La volata finale è atipica: l'errore all'ultima curva, ai 1100 m dall'arrivo, di qualche atleta in testa (con consecutiva caduta senza gravi conseguenze) provoca la frattura del gruppo. Nell'ordine di una quindicina i ciclisti rimasti davanti, con Mark Cavendish che si impone su Davide Appollonio ed Alessandro Petacchi. Per lui è la seconda vittoria dopo quella di Teramo. Nessuna variazione nelle classifiche.

### 13ª tappa
- 20 maggio: Spilimbergo > Großglockner (A) – 167 km

Risultati
| Pos. | Corridore        | Squadra   | Tempo    |
| ---- | ---------------- | --------- | -------- |
| 1    | José Rujano      | Androni   | 4h45'54" |
| SQ   | Alberto Contador | Saxo Bank | s.t.     |
| 2    | John Gadret      | AG2R      | a 1'27"  |

| Pos. | Corridore        | Squadra   | Tempo     |
| ---- | ---------------- | --------- | --------- |
| SQ   | Alberto Contador | Saxo Bank | 49h40'58" |
| 1    | Vincenzo Nibali  | Liquigas  | 49h44'07" |
| 2    | Michele Scarponi | Lampre    | a 7"      |

Descrizione e riassunto

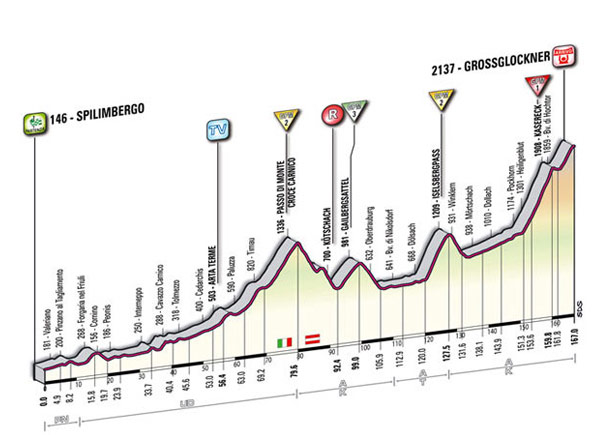

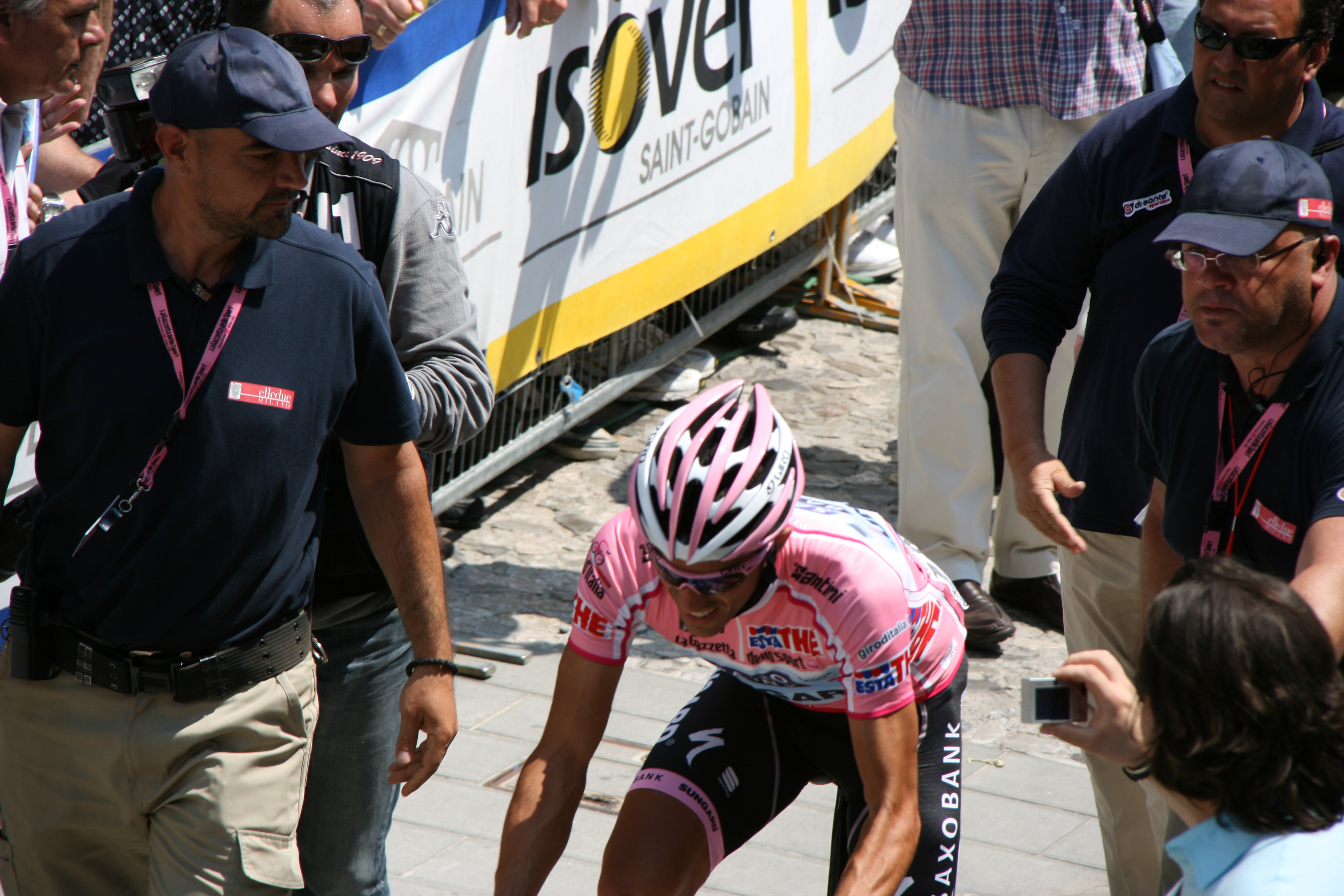
Alberto Contador dopo il traguardo

Il percorso della tredicesima tappa era snodato interamente in territorio alpino, con quattro salite principali valide per il Gran Premio della Montagna, di cui le ultime tre in territorio Tirolese: passo di Monte Croce Carnico (che segna il confine tra Italia e Austria; seconda categoria), Gailbergsattel (terza), Iselsberg Pass (seconda) e Kasereck (prima). Il traguardo volante, invece, ha avuto sede ad Arta Terme. Terminata la salita del Kasereck, i corridori hanno affrontato un tratto in discesa di 2 km, per poi lanciarsi sull'ultima rampa che li ha condotti al traguardo di Großglockner (2137 m s.l.m.). Nella frazione, dunque, si è registrato il primo sconfinamento di questa edizione del Giro.
La giornata è stata caratterizzata da varie fughe; la più lunga e rilevante è partita al km 41: 16 corridori si sono dati battaglia per buona parte della tappa, soprattutto per aggiudicarsi i punti validi per la classifica scalatori. L'attacco è stato neutralizzato, con il lavoro delle squadre dei big in testa al gruppo della maglia rosa, solo a 8 km dall'arrivo, quando anche Cayetano Sarmiento e Pieter Weening (ultimi a resistere) sono stati raggiunti. Anche in questo caso, come nella tappa sull'Etna, nessuno ha saputo reagire all'attacco di Alberto Contador, tranne José Rujano che ha resistito con lo spagnolo fino alla fine. A 200 m dal traguardo, Contador ha lasciato passare il compagno di fuga regalandogli la vittoria. Il corridore spagnolo ha così incrementato il vantaggio in classifica generale, conquistando persino la maglia rossa, quella verde ed il primo posto nelle speciali classifiche combattività ed "Azzurri d'Italia". Diversi i ritirati e i non partiti, tra cui molti velocisti (nello specifico Petacchi, Hondo, Ciolek, Ventoso, Appollonio, Renshaw, Modolo, Kohler, Belletti e Cavendish, quest'ultimo vincitore della precedente tappa).

### 14ª tappa
- 21 maggio: Lienz (A) > Monte Zoncolan – 210 km 172 km[34][35]

Risultati
| Pos. | Corridore        | Squadra   | Tempo    |
| ---- | ---------------- | --------- | -------- |
| 1    | Igor Antón       | Euskaltel | 5h04'26" |
| SQ   | Alberto Contador | Saxo Bank | a 33"    |
| 2    | Vincenzo Nibali  | Liquigas  | a 40"    |

| Pos. | Corridore        | Squadra   | Tempo     |
| ---- | ---------------- | --------- | --------- |
| SQ   | Alberto Contador | Saxo Bank | 54h45'45" |
| 1    | Vincenzo Nibali  | Liquigas  | 54h49'05" |
| 2    | Igor Antón       | Euskaltel | a 1"      |

Descrizione e riassunto
Una tappa "travagliata" quella che ha riportato in Italia la carovana rosa con partenza da Lienz. La parte finale del percorso, infatti, è stata ridisegnata più volte - persino a gara in corsa - in seguito alla decisione della giuria di rimuovere il passaggio sul Monte Crostis, a causa delle proteste di alcuni Direttori Sportivi e dell'interessamento dell'UCI per le difficoltà logistiche lungo salita e discesa di detta cima (oltre che per una questione di sicurezza degli atleti). In un primo momento era stato inserito l'attraversamento da Tualis come GPM di seconda categoria, con riduzione del tragitto da 210 a 190 km, ma in seguito al rischio di contestazioni è saltata anche tale decisione. Nuovo taglio di 18 km e inizio dello Zoncolan dal versante di Ovaro (10 km di ascesa al 12% di pendenza media). Ad ogni modo, prima del duro finale, i corridori hanno superato i passi di Monte Croce Comelico, di Sant'Antonio (entrambi GPM di terza categoria) e della Mauria (seconda), nonché il Traguardo Volante di Villa Santina.
All'altezza del confine italo-austriaco scattano Brambilla (Colnago), Rabottini (Farnese) e Tankink (Rabobank). Per loro un vantaggio massimo di oltre 10'. Lungo il tracciato mutilato, il forcing della Liquigas riduce drasticamente il distacco dal terzetto fino alle pendici dello Zoncolan. La salita è eccessiva per i fuggitivi che vengono risucchiati uno alla volta, mentre sulle prime rampe Joaquim Rodríguez tenta per primo l'iniziativa personale. Poi esce Igor Antón. Solo poco dopo reagirà Alberto Contador, seguito a ruota da Michele Scarponi. Vincenzo Nibali, invece, raggiungerà ai meno quattro i due, liberandosi solo del capitano della Lampre-ISD con la sua azione di forza. Mentre Rodriguez viene agilmente ripreso, Antón vince in solitaria, salendo momentaneamente sul podio virtuale della generale. Contador rafforza il primato classificandosi in seconda piazza e lasciando Nibali al terzo posto staccato di qualche secondo. Si ritirano Valls, Chicchi e Noè (in fuga il giorno prima).

### 15ª tappa
- 22 maggio: Conegliano > Gardeccia/Val di Fassa – 229 km

Risultati
| Pos. | Corridore        | Squadra      | Tempo    |
| ---- | ---------------- | ------------ | -------- |
| 1    | Mikel Nieve      | Euskaltel    | 7h27'14" |
| 2    | Stefano Garzelli | Acqua & Sap. | a 1'41"  |
| SQ   | Alberto Contador | Saxo Bank    | a 1'51"  |

| Pos. | Corridore        | Squadra   | Tempo     |
| ---- | ---------------- | --------- | --------- |
| SQ   | Alberto Contador | Saxo Bank | 62h14'42" |
| 1    | Michele Scarponi | Lampre    | 62h19'02" |
| 2    | Vincenzo Nibali  | Liquigas  | a 51"     |

Descrizione e riassunto

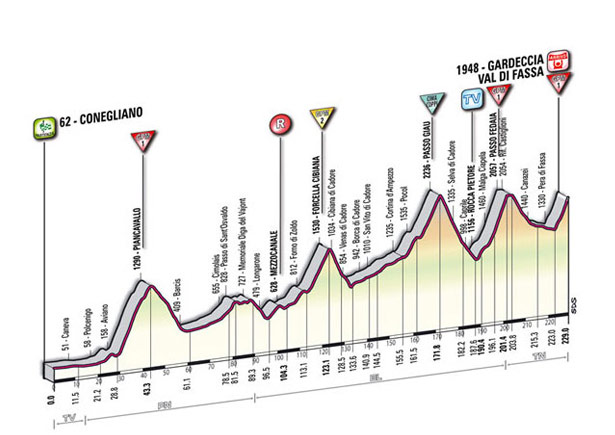

Il più classico dei "tapponi dolomitici": cinque i Gran Premi della Montagna, arrivo compreso. Prima vetta il Piancavallo (prima categoria, 1100 m di dislivello in 13 km di salita), dopo 43 km. La difficoltà altimetrica successiva era posta sulla forcella Cibiana (GPM di 2ª categoria). Una volta arrivati a Cortina d'Ampezzo, i corridori hanno scalato i 16 km che li portavano sulla Cima Coppi di passo Giau. La successiva picchiata verso Rocca Pietore (sede del Traguardo Volante) era il preludio verso il passo Fedaia (nuovamente prima categoria, 900 m di dislivello e pendenze fino al 18%), con il tipico paesaggio dei Serrai di Sottoguda a fare da sfondo sulle prime rampe. Allo scollinamento una nuova discesa portava in Val di Fassa, piana finale prima degli ultimi 6 km al 10% di media per Gardeccia.
Servono soltanto 5 km affinché Emanuele Sella e Johnny Hoogerland prendano un'iniziativa per una fuga, a cui si aggregheranno altri 16 uomini (Di Luca, Sastre, Garzelli, Weening, Popovyč, Deignan, Aramendia, Nieve, Pirazzi, Tschopp, Pasamontes, Petrov, Losada, Kučynski, Seeldraeyers e Bakelants). Riusciranno a guadagnare sulla maglia rosa fino a 10', ma lungo il percorso i battistrada si spezzettano. Sul Giau il primo a scollinare, da solo, è Stefano Garzelli. Più dietro lo seguono Nieve, Hoogerland e Seeldraeyers.
Nel gruppo di Contador, a sorpresa scatta quest'ultimo poco prima dello scollinamento. Nella successiva discesa, però, ad allungare è Vincenzo Nibali. Tuttavia il messinese della Liquigas-Cannondale si rialza all'inizio della Marmolada, dove viene persino riassorbito e staccato. Riuscirà comunque a rientrare sugli immediati rivali nuovamente nel corso della discesa. Negli ultimi chilometri Nieve sorpassa un Garzelli ormai stremato, giungendo all'arrivo in solitaria. Contador, che nel frattempo aveva rilanciato l'azione, arriva terzo alle spalle del capitano dell'Acqua & Sapone (e nuova maglia verde) per soli 10" e legittima ancora di più il simbolo del primato prima del secondo giorno di riposo. Michele Scarponi, 4° sul traguardo, risale posizioni nella classifica generale a discapito di Nibali (che limita comunque i danni dopo la crisi) ed Antón. Abbandonano la carovana Hunter, Cardoso, Pozzovivo, Marzano, Oroz Ugalde, Lancaster e Raboň.

### 16ª tappa
- 24 maggio: Belluno > Nevegal – Cronometro individuale – 12,7 km

Risultati
| Pos. | Corridore        | Squadra   | Tempo  |
| ---- | ---------------- | --------- | ------ |
| SQ   | Alberto Contador | Saxo Bank | 28'55" |
| 1    | Vincenzo Nibali  | Liquigas  | 29'29" |
| 2    | Michele Scarponi | Lampre    | a 4"   |

| Pos. | Corridore        | Squadra   | Tempo     |
| ---- | ---------------- | --------- | --------- |
| SQ   | Alberto Contador | Saxo Bank | 62h43'37" |
| 1    | Michele Scarponi | Lampre    | 62h48'35" |
| 2    | Vincenzo Nibali  | Liquigas  | a 47"     |

Descrizione e riassunto

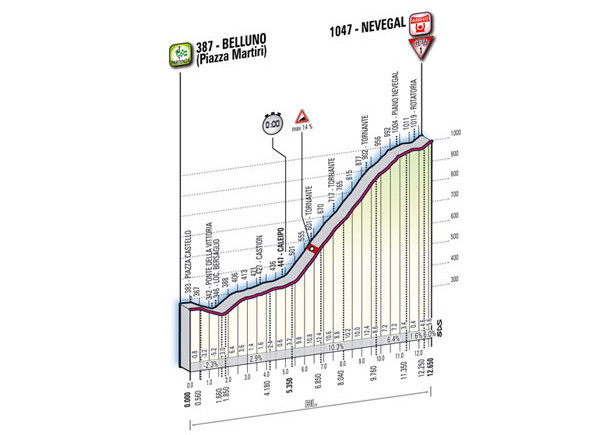

Poco più di 12,5 i chilometri della cronometro, prevalentemente in salita. I primi duemila metri erano in lieve discesa, con manto stradale in pavé, tra i vicoli del centro storico di Belluno. I mille successivi, che anticipavano due chilometri in falsopiano, erano al 5%. Da Caleipo (km 5,350), dov'era posto il rilievo cronometrico, iniziava la vera scalata verso i 1047 m del Nevegal (ovviamente giudicato GPM di prima categoria): mai sotto il 9% di pendenza (con tratti al 14%) fino al triangolo rosso dell'ultimo chilometro, dove la strada spianava sino agli ultimi 400 m (dove la strada si inerpicava nuovamente al 5%).
I primi tre della classifica generale si piazzano ai primi tre posti, ma con Scarponi e Nibali a parti invertite per appena 4". Alberto Contador domina quindi anche la prova contro il tempo, aggiudicandosi la seconda tappa personale al Giro. Quarto José Rujano che rosicchia una posizione in classifica a discapito di Mikel Nieve. John Gadret, in ritardo nei confronti dei diretti rivali, rimane ancora in corsa per il podio. Dal riposo non ritorna in corsa Michał Gołaś. Prima della partenza di Matthew Wilson (ultimo della generale) è stato dedicato un minuto di raccoglimento a Xavier Tondó, corridore della Movistar deceduto il giorno prima in Spagna.

### 17ª tappa
- 25 maggio: Feltre > Tirano – 230 km

Risultati
| Pos. | Corridore         | Squadra      | Tempo    |
| ---- | ----------------- | ------------ | -------- |
| 1    | Diego Ulissi      | Lampre       | 5h31'51" |
| 2    | Pablo Lastras     | Movistar     | s.t.     |
| 3    | Giovanni Visconti | Farnese Vini | s.t.     |

| Pos. | Corridore        | Squadra   | Tempo     |
| ---- | ---------------- | --------- | --------- |
| SQ   | Alberto Contador | Saxo Bank | 68h18'27" |
| 1    | Michele Scarponi | Lampre    | 68h23'25" |
| 2    | Vincenzo Nibali  | Liquigas  | a 47"     |

Descrizione e riassunto

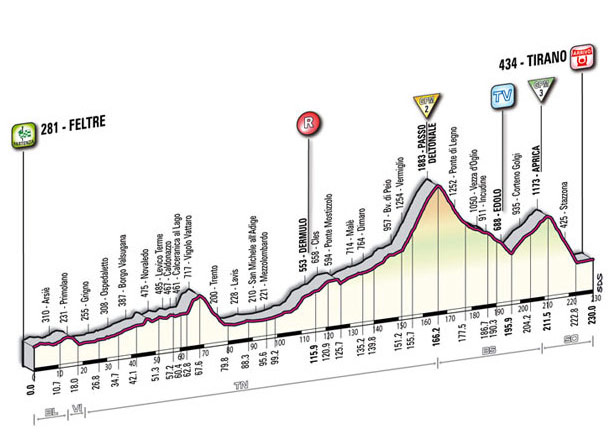

Dal Veneto il gruppo si è trasferito in Lombardia passando per il Trentino-Alto Adige. Due i Gran Premi della Montagna: Passo del Tonale (seconda categoria) e l'Aprica (terza); nel mezzo il Traguardo Volante di Edolo. Gli ultimi chilometri erano tutti in discesa fino a Tirano. Il percorso è stato modificato, in quanto l'arrivo, prima dell'inizio del Giro, era stato stabilito a Sondrio.
Dopo una cinquantina di chilometri partono in fuga Taborre, Gastauer, Frank, Siŭcoŭ, Vorganov, Losada, Ulissi, Lastras, Bakelants, Kišerlovski, Visconti, Giordani, Engels, Hernández e Le Mével, raggiunti in un secondo momento da Dupont (per loro un vantaggio massimo di 7' 35"). Giordani è il primo a cedere lungo le pendici del Tonale, ma il gruppo lascia fare, mantenendosi a distanza di sicurezza dai fuggitivi (giungerà a Tirano con quasi 3' di ritardo). Nella selezione dovuta alla discesa e alla sequela finale di scatti e controscatti, in quattro si giocano la volata. Si impone Visconti su Ulissi, Lastras e Bakelandts (quest'ultimo rimasto distanziato di qualche secondo). Tuttavia il campione italiano viene retrocesso al terzo posto: nel controverso sprint ha infatti spostato letteralmente Ulissi, accusandolo di averlo stretto lungo le transenne. La Giuria, però, ha valutato come scorretta unicamente la condotta del corridore della Farnese Vini. Siŭcoŭ recupera diverse posizioni nella generale (salirà al 5º posto), priva dei compagni di squadra alla Garmin-Cervélo Murilo Fischer e Matthew Wilson (ultimo in classifica), nonché di Francesco Masciarelli (Astana), non partito per i postumi di un incidente con un'ammiraglia.

### 18ª tappa
- 26 maggio: Morbegno > San Pellegrino Terme – 151 km

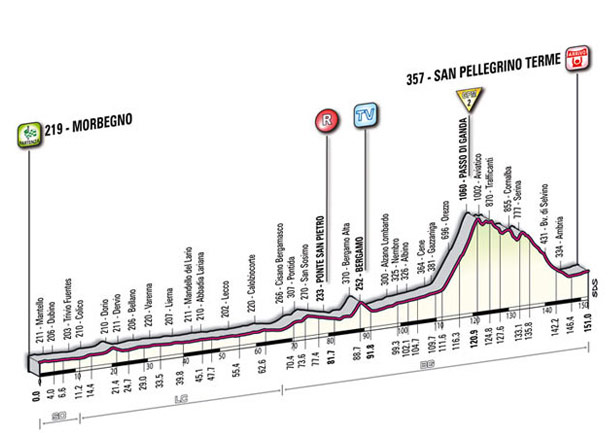

Risultati
| Pos. | Corridore          | Squadra   | Tempo    |
| ---- | ------------------ | --------- | -------- |
| 1    | Eros Capecchi      | Liquigas  | 3h20'38" |
| 2    | Marco Pinotti      | HTC       | s.t.     |
| 3    | Kevin Seeldraeyers | Quickstep | s.t.     |

| Pos. | Corridore        | Squadra   | Tempo     |
| ---- | ---------------- | --------- | --------- |
| SQ   | Alberto Contador | Saxo Bank | 71h45'09" |
| 1    | Michele Scarponi | Lampre    | 71h50'07" |
| 2    | Vincenzo Nibali  | Liquigas  | a 47"     |

Descrizione e riassunto
I primi 85 km sono completamente pianeggianti, lungo il Lago di Como, tra gallerie e restringimenti. Il primo strappo di Bergamo Alta, prima del Traguardo Volante del capoluogo, era in pavé. L'unico GPM (di seconda categoria), a 30 km dalla conclusione, era posto sul Passo di Ganda dopo 9 km di salita. Una discesa intervallata da brevi saliscendi portava i girini a San Pellegrino Terme, con il passaggio del ponte sul Brembo a 300 m dal rettilineo conclusivo.
Un'andatura elevata ha tenuto i ciclisti compattati fino a Bergamo Alta, dove la strada ripida, stretta e in porfido ha spezzato il plotone in più tronconi. Dopo il Traguardo Volante, a soli 55 km dall'arrivo, diciannove corridori guadagnano un cospicuo margine nei confronti degli inseguitori. Complice la difficile collaborazione tra i singoli, Jérôme Pineau tenta l'allungo tra i battistrada, ma viene più tardi ripreso e superato in primis da Eros Capecchi, Marco Pinotti, Kevin Seeldraeyers, Gianluca Brambilla e Russell Downing. Lungo la salita anche questi ultimi due cedono il passo e verranno rimontati anche da Paolo Tiralongo (5° finale). I tre "superstiti" si giocano la tappa in uno sprint ristretto (con accenni di surplace), vinto in scioltezza da Capecchi. A seguire alla spicciolata gli altri fuggitivi (ad eccezione di Pineau), non assorbiti dal gruppo della maglia rosa transitato con oltre 6' di ritardo.

### 19ª tappa
- 27 maggio: Bergamo > Macugnaga – 209 km

Risultati
| Pos. | Corridore        | Squadra   | Tempo    |
| ---- | ---------------- | --------- | -------- |
| 1    | Paolo Tiralongo  | Astana    | 5h26'27" |
| SQ   | Alberto Contador | Saxo Bank | s.t.     |
| 2    | Vincenzo Nibali  | Liquigas  | a 3"     |

| Pos. | Corridore        | Squadra   | Tempo     |
| ---- | ---------------- | --------- | --------- |
| SQ   | Alberto Contador | Saxo Bank | 77h11'24" |
| 1    | Michele Scarponi | Lampre    | 77h16'42" |
| 2    | Vincenzo Nibali  | Liquigas  | a 34"     |

Descrizione e riassunto

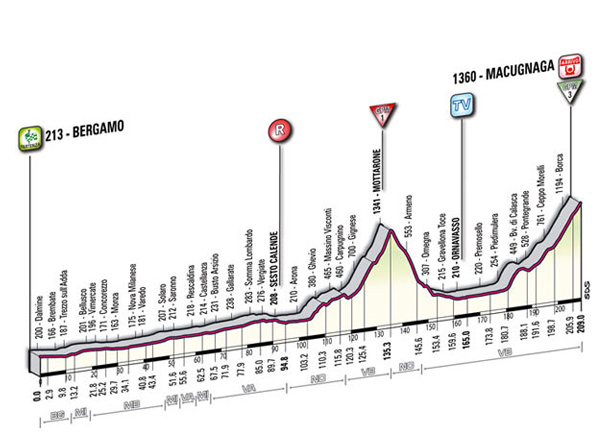

I primi 113 chilometri della frazione erano totalmente in piano, poiché da Massino Visconti i corridori avrebbero scalato i 15 per arrivare in cima al Mottarone (GPM di prima categoria). Da qui nuovamente discesa e pianura sino a Piedimulera, dove iniziava la lunga salita finale (28,2 km) sino a Macugnaga, sulle pendici del Monte Rosa, settimo arrivo in quota del Giro (e secondo Gran Premio della Montagna di giornata di terza categoria).
La fuga migliore prende il via dopo 60 km e vede protagonisti Jérôme Pineau (in forza alla Quickstep, già attivo nella tappa precedente), Matteo Rabottini (Farnese) e Lars Bak (HTC). I tre, che accumulano un vantaggio massimo di 12' sul gruppo, vengono raggiunti prima da Stefano Garzelli (Acqua & Sapone), in lotta per la maglia verde, nei primi metri della discesa del Mottarone, poi anche da Johann Tschopp (BMC) e Mikaël Cherel (AG2R). Dopo un lungo "tira e molla", il plotone trainato dagli atleti della Katusha riprenderà i battistrada a 10 km dall'arrivo. Ai meno sette allunga con decisione Paolo Tiralongo, con gli uomini di classifica (su tutti Joaquim Rodríguez) che reagiscono tardi: Alberto Contador è però l'unico ad agganciare a poche centinaia di metri dal traguardo il corridore dell'Astana (nonché suo ex compagno di squadra fino alla stagione 2010), lasciandogli però la prima vittoria in carriera e accontentandosi dei 12" di abbuono, utili a guadagnare ulteriore vantaggio soprattutto nei confronti di Vincenzo Nibali (3° a 3") e di Michele Scarponi (7° a 8"). Crolla José Rujano che precipita al 10º posto della generale. Una caduta nelle fasi finali della gara, causata da uno spartitraffico non visto e dalle avverse condizioni meteorologiche, mette fuori gioco i compagni di squadra alla HTC Marco Pinotti e Craig Lewis. In precedenza aveva abbandonato il Giro anche Filippo Savini della Colnago.

### 20ª tappa
- 28 maggio: Verbania > Sestriere – 242 km

Risultati
| Pos. | Corridore         | Squadra  | Tempo    |
| ---- | ----------------- | -------- | -------- |
| 1    | Vasil' Kiryenka   | Movistar | 6h17'03" |
| 2    | José Rujano       | Androni  | a 4'43"  |
| 3    | Joaquim Rodríguez | Katusha  | a 4'50"  |

| Pos. | Corridore        | Squadra   | Tempo     |
| ---- | ---------------- | --------- | --------- |
| SQ   | Alberto Contador | Saxo Bank | 83h34'25" |
| 1    | Michele Scarponi | Lampre    | 83h39'43" |
| 2    | Vincenzo Nibali  | Liquigas  | a 56"     |

Descrizione e riassunto

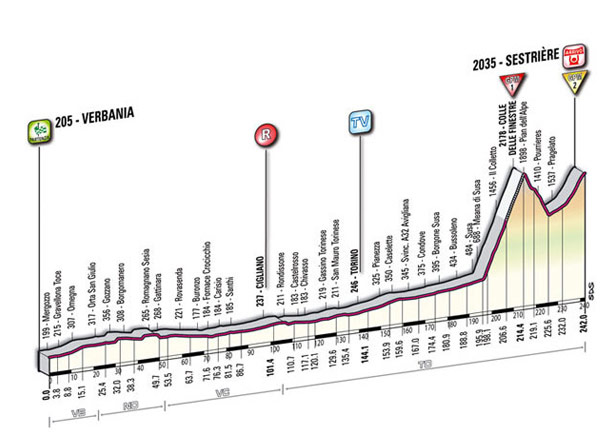

Per gli iniziali 196 dei 242 chilometri totali, il tracciato era totalmente pianeggiante, con un nuovo passaggio da Torino (ove era posto il Traguardo Volante) dopo tre settimane. Successivamente all'attraversamento della Val di Susa bisognava scalare il Colle delle Finestre, GPM di prima categoria, con pendenze costanti al 9% e gli ultimi 8 km dei 18,5 di ascesa in sterrato. Poi undici chilometri di discesa fino a Pragelato, da cui partivano i finali 16 di salita del Giro, per il GPM di seconda categoria posto all'arrivo del Sestriere.
Ancora una volta il gruppo mantiene un ritmo sostenuto già dalle prime fasi. Ciò nonostante 13 atleti (Betancur, Vicioso, Minguez, Vorganov, Ulissi, Salerno, Kiryienka, Lang, Jufré, Mazzanti, Seeldrayers, Popovyč e Veuchelen) prendono il largo (quasi 12' il loro vantaggio massimo poco prima dell'ingresso a Torino). L'unico reduce tra i battistrada, però, sarà il bielorusso della Movistar Vasil'Kiryenka, che manterrà fino alla fine un divario pressoché costante sugli inseguitori. Primo fra tutti José Rujano che, in crisi nella tappa precedente, si riscatta lungo lo sterrato del Colle delle Finestre. Nel gruppo della maglia rosa soffre Vincenzo Nibali, vittima di una caduta nelle fasi iniziali, che si stacca dai primi della classifica sull'ultimo chilometro della strada bianca (rientrando in discesa) ed anche in prossimità dell'arrivo. I tentativi finali di Joaquim Rodríguez e Denis Men'šov servono solo al piazzamento, poiché gli scatti di Michele Scarponi e di Alberto Contador impediscono qualsiasi velleità di guadagnare troppi secondi.

### 21ª tappa
- 29 maggio: Milano – Cronometro individuale – 31,5 km 26 km[11]

Risultati
| Pos. | Corridore        | Squadra   | Tempo  |
| ---- | ---------------- | --------- | ------ |
| 1    | David Millar     | Garmin    | 30'13" |
| 2    | Alex Rasmussen   | HTC       | a 7"   |
| SQ   | Alberto Contador | Saxo Bank | a 36"  |

| Pos. | Corridore        | Squadra   | Tempo     |
| ---- | ---------------- | --------- | --------- |
| SQ   | Alberto Contador | Saxo Bank | 84h05'14" |
| 1    | Michele Scarponi | Lampre    | 84h11'24" |
| 2    | Vincenzo Nibali  | Liquigas  | a 46"     |

Descrizione e riassunto

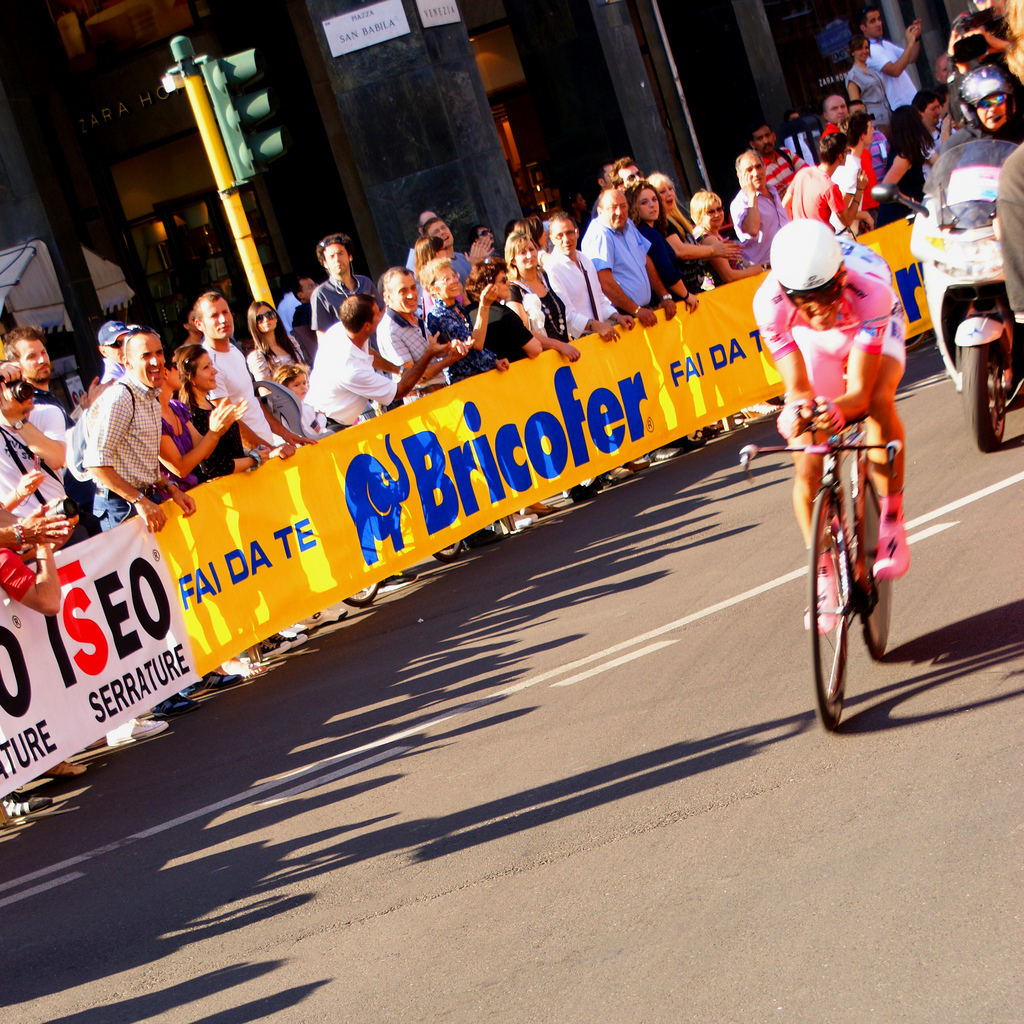
Alberto Contador durante la cronometro

Il tracciato iniziale della corsa contro il tempo, lungo 31,5 km, doveva tagliare Milano con partenza dal Castello Sforzesco e un'"andata e ritorno" lungo la Statale del Sempione tra il capoluogo e la Fiera di Rho. I singoli avrebbero poi imboccato i viali Papiniano, Caldara e Maino prima di entrare in Corso Venezia e raggiungere Piazza Duomo. Dopo le modifiche, dovute alla concomitanza al ballottaggio per le locali elezioni amministrative, la partenza è stata posta presso la Fiera. Il Castello Sforzesco è diventata sede del passaggio degli atleti, mentre gli ultimi 2500 m seguivano il disegno originale.
È David Millar della Garmin-Cervélo ad aggiudicarsi la crono conclusiva, dopo essersi messo in luce nella tappa con arrivo a Rapallo e aver indossato per due giorni la maglia rosa. Alle sue spalle Alex Rasmussen che, nell'ultimo chilometro, ha perso diversi secondi a causa di una foratura. Tranquillo al terzo posto è Alberto Contador che non può far altro che legittimare il predominio in questo Giro. La lotta più interessante era quella che poteva valere il secondo posto della classifica generale tra Vincenzo Nibali e Michele Scarponi, separati da 56". Il siciliano della Liquigas-Cannondale, 11° all'arrivo, guadagna appena 10" sul diretto rivale (giunto 17º), ovviamente insufficienti per avanzare verso una posizione più prestigiosa.

## Evoluzione delle classifiche
| Tappa              | Vincitore                        | Classifica generale Maglia rosa    | Classifica a punti Maglia rossa      | Classifica scalatori Maglia verde | Classifica miglior giovane Maglia bianca | Trofeo Fast Team    | Trofeo Super Team           |
| ------------------ | -------------------------------- | ---------------------------------- | ------------------------------------ | --------------------------------- | ---------------------------------------- | ------------------- | --------------------------- |
| 1ª                 | HTC-Highroad                     | Marco Pinotti                      | non assegnata                        | non assegnata                     | non assegnata                            | HTC-Highroad        | non assegnato               |
| 2ª                 | Alessandro Petacchi              | Mark Cavendish                     | Alessandro Petacchi                  | Sebastian Lang                    | Bjorn Selander                           | HTC-Highroad        | Lampre-ISD                  |
| 3ª                 | Ángel Vicioso                    | David Millar                       | Alessandro Petacchi                  | Gianluca Brambilla                | Jan Bakelants                            | Team Garmin-Cervélo | Team Garmin-Cervélo         |
| 4ª                 | neutralizzata                    | David Millar                       | Alessandro Petacchi                  | Gianluca Brambilla                | Jan Bakelants                            | Team Garmin-Cervélo | Team Garmin-Cervélo         |
| 5ª                 | Pieter Weening                   | Pieter Weening                     | Alessandro Petacchi                  | Martin Kohler                     | Steven Kruijswijk                        | Movistar Team       | Team Garmin-Cervélo         |
| 6ª                 | Francisco Ventoso                | Pieter Weening                     | Alessandro Petacchi                  | Martin Kohler                     | Steven Kruijswijk                        | Movistar Team       | Team Garmin-Cervélo         |
| 7ª                 | Bart De Clercq                   | Pieter Weening                     | Alessandro Petacchi                  | Bart De Clercq                    | Steven Kruijswijk                        | Movistar Team       | Team Garmin-Cervélo         |
| 8ª                 | Oscar Gatto                      | Pieter Weening                     | Alessandro Petacchi                  | Bart De Clercq                    | Steven Kruijswijk                        | Movistar Team       | Team Garmin-Cervélo         |
| 9ª                 | Alberto Contador José Rujano     | Alberto Contador Kanstancin Siŭcoŭ | Alberto Contador Alessandro Petacchi | Filippo Savini                    | Roman Kreuziger                          | Pro Team Astana     | Androni Giocattoli-C.I.P.I. |
| 10ª                | Mark Cavendish                   | Alberto Contador Kanstancin Siŭcoŭ | Alessandro Petacchi                  | Filippo Savini                    | Roman Kreuziger                          | Pro Team Astana     | Androni Giocattoli-C.I.P.I. |
| 11ª                | John Gadret                      | Alberto Contador Kanstancin Siŭcoŭ | Alessandro Petacchi                  | Filippo Savini                    | Roman Kreuziger                          | Pro Team Astana     | Androni Giocattoli-C.I.P.I. |
| 12ª                | Mark Cavendish                   | Alberto Contador Kanstancin Siŭcoŭ | Alessandro Petacchi                  | Filippo Savini                    | Roman Kreuziger                          | Pro Team Astana     | Androni Giocattoli-C.I.P.I. |
| 13ª                | José Rujano                      | Alberto Contador Vincenzo Nibali   | Alberto Contador Roberto Ferrari     | Alberto Contador                  | Roman Kreuziger                          | Pro Team Astana     | Androni Giocattoli-C.I.P.I. |
| 14ª                | Igor Antón                       | Alberto Contador Vincenzo Nibali   | Alberto Contador Michele Scarponi    | Alberto Contador                  | Roman Kreuziger                          | Pro Team Astana     | Lampre-ISD                  |
| 15ª                | Mikel Nieve                      | Alberto Contador Michele Scarponi  | Alberto Contador Michele Scarponi    | Stefano Garzelli                  | Roman Kreuziger                          | Pro Team Astana     | Lampre-ISD                  |
| 16ª                | Alberto Contador Vincenzo Nibali | Alberto Contador Michele Scarponi  | Alberto Contador Michele Scarponi    | Stefano Garzelli                  | Roman Kreuziger                          | Pro Team Astana     | Lampre-ISD                  |
| 17ª                | Diego Ulissi                     | Alberto Contador Michele Scarponi  | Alberto Contador Michele Scarponi    | Stefano Garzelli                  | Roman Kreuziger                          | Pro Team Astana     | Lampre-ISD                  |
| 18ª                | Eros Capecchi                    | Alberto Contador Michele Scarponi  | Alberto Contador Michele Scarponi    | Stefano Garzelli                  | Roman Kreuziger                          | Pro Team Astana     | Lampre-ISD                  |
| 19ª                | Paolo Tiralongo                  | Alberto Contador Michele Scarponi  | Alberto Contador Michele Scarponi    | Stefano Garzelli                  | Roman Kreuziger                          | Pro Team Astana     | Lampre-ISD                  |
| 20ª                | Vasil' Kiryenka                  | Alberto Contador Michele Scarponi  | Alberto Contador Michele Scarponi    | Stefano Garzelli                  | Roman Kreuziger                          | Pro Team Astana     | Lampre-ISD                  |
| 21ª                | David Millar                     | Alberto Contador Michele Scarponi  | Alberto Contador Michele Scarponi    | Stefano Garzelli                  | Roman Kreuziger                          | Pro Team Astana     | Lampre-ISD                  |
| Classifiche finali | Classifiche finali               | Alberto Contador Michele Scarponi  | Alberto Contador Michele Scarponi    | Stefano Garzelli                  | Roman Kreuziger                          | Pro Team Astana     | Lampre-ISD                  |

Maglie indossate da altri ciclisti in caso di due o più maglie vinte
- Nella 10ª tappa Alessandro Petacchi ha indossato la maglia rossa al posto di Alberto Contador.
- Nella 13ª tappa Roberto Ferrari ha indossato la maglia rossa al posto di Alberto Contador.
- Nella 14ª tappa Roberto Ferrari ha indossato la maglia rossa e José Rujano quella verde al posto di Alberto Contador.
- Nella 15ª tappa Michele Scarponi ha indossato la maglia rossa e Gianluca Brambilla quella verde al posto di Alberto Contador.
- Nella 16ª, nella 17ª, nella 18ª, nella 19ª, nella 20ª e nella 21ª tappa Michele Scarponi ha indossato la maglia rossa al posto di Alberto Contador.

| Tappa | Traguardi Volanti | Combattività                         | Azzurri d'Italia                 | Premio Fuga Pinarello | Fair Play             |
| ----- | ----------------- | ------------------------------------ | -------------------------------- | --------------------- | --------------------- |
| 1ª    | non assegnato     | non assegnato                        | Jussi Veikkanen                  | non assegnato         | non assegnato         |
| 2ª    | Sebastian Lang    | Alessandro Petacchi                  | Alessandro Petacchi              | non assegnato         | HTC-Highroad          |
| 3ª    | Sebastian Lang    | Ángel Vicioso                        | Ángel Vicioso                    | Sebastian Lang        | Team Garmin-Cervélo   |
| 4ª    | Sebastian Lang    | Ángel Vicioso                        | Ángel Vicioso                    | Sebastian Lang        | Team Garmin-Cervélo   |
| 5ª    | Jan Bakelants     | Martin Kohler                        | Pieter Weening                   | Sebastian Lang        | Team Garmin-Cervélo   |
| 6ª    | Jan Bakelants     | Alessandro Petacchi                  | Alessandro Petacchi              | Sebastian Lang        | Rabobank Cycling Team |
| 7ª    | Jan Bakelants     | Alessandro Petacchi                  | Alessandro Petacchi              | Sebastian Lang        | Rabobank Cycling Team |
| 8ª    | Jan Bakelants     | Alessandro Petacchi                  | Alessandro Petacchi              | Leonardo Giordani     | Rabobank Cycling Team |
| 9ª    | Jan Bakelants     | Alberto Contador Alessandro Petacchi | Alessandro Petacchi              | Jaroslav Popovyč      | Rabobank Cycling Team |
| 10ª   | Jan Bakelants     | Alessandro Petacchi                  | Alessandro Petacchi              | Jaroslav Popovyč      | HTC-Highroad          |
| 11ª   | Jan Bakelants     | Alberto Contador Alessandro Petacchi | Alessandro Petacchi              | Jaroslav Popovyč      | HTC-Highroad          |
| 12ª   | Jan Bakelants     | Alessandro Petacchi                  | Mark Cavendish                   | Jaroslav Popovyč      | HTC-Highroad          |
| 13ª   | Jan Bakelants     | Alberto Contador José Rujano         | Alberto Contador Vincenzo Nibali | Jaroslav Popovyč      | Liquigas-Cannondale   |
| 14ª   | Jan Bakelants     | Alberto Contador José Rujano         | Alberto Contador Vincenzo Nibali | Jaroslav Popovyč      | Liquigas-Cannondale   |
| 15ª   | Jan Bakelants     | Alberto Contador Stefano Garzelli    | Alberto Contador Vincenzo Nibali | Jaroslav Popovyč      | Liquigas-Cannondale   |
| 16ª   | Jan Bakelants     | Alberto Contador Stefano Garzelli    | Alberto Contador Vincenzo Nibali | Jaroslav Popovyč      | Liquigas-Cannondale   |
| 17ª   | Jan Bakelants     | Alberto Contador Stefano Garzelli    | Alberto Contador Vincenzo Nibali | Jaroslav Popovyč      | Liquigas-Cannondale   |
| 18ª   | Jan Bakelants     | Alberto Contador Stefano Garzelli    | Alberto Contador Vincenzo Nibali | Jaroslav Popovyč      | Liquigas-Cannondale   |
| 19ª   | Jan Bakelants     | Alberto Contador Stefano Garzelli    | Alberto Contador Vincenzo Nibali | Jaroslav Popovyč      | Liquigas-Cannondale   |
| 20ª   | Jan Bakelants     | Alberto Contador Stefano Garzelli    | Alberto Contador Vincenzo Nibali | Jaroslav Popovyč      | Liquigas-Cannondale   |
| 21ª   | Jan Bakelants     | Alberto Contador Stefano Garzelli    | Alberto Contador Vincenzo Nibali | Jaroslav Popovyč      | Liquigas-Cannondale   |

## Classifiche finali

### Classifica generale - Maglia rosa
| Pos. | Corridore         | Squadra   | Tempo     |
| ---- | ----------------- | --------- | --------- |
| SQ   | Alberto Contador  | Saxo Bank | 84h05'14" |
| 1    | Michele Scarponi  | Lampre    | 84h11'24" |
| 2    | Vincenzo Nibali   | Liquigas  | a 46"     |
| 3    | John Gadret       | AG2R      | a 3'54"   |
| 4    | Joaquim Rodríguez | Katusha   | a 4'55"   |
| 5    | Roman Kreuziger   | Astana    | a 5'18"   |
| 6    | José Rujano       | Androni   | a 6'02"   |
| 7    | Denis Men'šov     | Geox-TMC  | a 6'08"   |
| 8    | Steven Kruijswijk | Rabobank  | a 7'41"   |
| 9    | Kanstancin Siŭcoŭ | HTC       | a 8'00"   |
| 10   | Mikel Nieve       | Euskaltel | a 9'58"   |

### Classifica a punti - Maglia rossa
| Pos. | Corridore        | Squadra   | Punti |
| ---- | ---------------- | --------- | ----- |
| SQ   | Alberto Contador | Saxo Bank | 202   |
| 1    | Michele Scarponi | Lampre    | 122   |
| 2    | Vincenzo Nibali  | Liquigas  | 121   |
| 3    | José Rujano      | Androni   | 107   |
| 4    | John Gadret      | AG2R      | 97    |

### Classifica scalatori - Maglia verde
| Pos. | Corridore          | Squadra      | Punti |
| ---- | ------------------ | ------------ | ----- |
| 1    | Stefano Garzelli   | Acqua & Sap. | 67    |
| SQ   | Alberto Contador   | Saxo Bank    | 58    |
| 2    | José Rujano        | Androni      | 43    |
| 3    | Mikel Nieve        | Euskaltel    | 39    |
| 4    | Gianluca Brambilla | Colnago      | 29    |

### Classifica giovani - Maglia bianca
| Pos. | Corridore         | Squadra   | Tempo     |
| ---- | ----------------- | --------- | --------- |
| 1    | Roman Kreuziger   | Astana    | 84h16'42" |
| 2    | Steven Kruijswijk | Rabobank  | a 2'23"   |
| 3    | Peter Stetina     | Garmin    | a 38'41"  |
| 4    | Jan Bakelants     | Omega Ph. | a 43'39"  |
| 5    | Bart De Clercq    | Omega Ph. | a 52'57"  |

### Classifica a squadre - Trofeo Fast Team
| Pos. | Squadra          | Tempo      |
| ---- | ---------------- | ---------- |
| 1    | Pro Team Astana  | 252h44'52" |
| 2    | Movistar Team    | a 10'00"   |
| 3    | AG2R La Mondiale | a 11'23"   |
| 4    | Katusha Team     | a 24'46"   |
| 5    | Geox-TMC         | a 38'41"   |

### Classifica a squadre - Trofeo Super Team
| Pos. | Squadra                     | Punti |
| ---- | --------------------------- | ----- |
| 1    | Lampre-ISD                  | 338   |
| 2    | Androni Giocattoli-C.I.P.I. | 299   |
| 3    | AG2R La Mondiale            | 298   |
| 4    | Movistar Team               | 285   |
| 5    | Saxo Bank-Sungard           | 277   |

## Punteggi UCI
| Pos. | Corridore           | Squadra     | Punti |
| ---- | ------------------- | ----------- | ----- |
| 1    | Michele Scarponi    | Lampre      | 194   |
| 2    | Vincenzo Nibali     | Liquigas    | 167   |
| 3    | John Gadret         | AG2R        | 132   |
| 4    | Joaquim Rodríguez   | Katusha     | 104   |
| 5    | Roman Kreuziger     | Astana      | 89    |
| 6    | Mikel Nieve         | Euskaltel   | 54    |
| 7    | Steven Kruijswijk   | Rabobank    | 53    |
| 8    | Kanstancin Siŭcoŭ   | HTC         | 48    |
| 9    | Mark Cavendish      | HTC         | 40    |
| 10   | Alessandro Petacchi | Lampre      | 40    |
| 11   | David Millar        | Garmin      | 40    |
| 12   | Hubert Dupont       | AG2R        | 36    |
| 13   | Dario Cataldo       | Quickstep   | 26    |
| 14   | Igor Antón          | Euskaltel   | 26    |
| 15   | Francisco Ventoso   | Movistar    | 24    |
| 16   | David Arroyo        | Movistar    | 23    |
| 17   | Paolo Tiralongo     | Astana      | 23    |
| 18   | Christophe Le Mével | Garmin      | 21    |
| 19   | Pieter Weening      | Rabobank    | 16    |
| 20   | Bart De Clercq      | Omega Ph.   | 16    |
| 21   | Diego Ulissi        | Lampre      | 16    |
| 22   | Eros Capecchi       | Liquigas    | 16    |
| 23   | Vasil' Kiryenka     | Movistar    | 16    |
| 24   | Johann Tschopp      | BMC         | 14    |
| 25   | Pablo Lastras       | Movistar    | 12    |
| 26   | Davide Appollonio   | Sky         | 11    |
| 27   | Matteo Carrara      | Vacansoleil | 10    |
| 28   | Marco Pinotti       | HTC         | 10    |
| 29   | Alex Rasmussen      | HTC         | 8     |
| 30   | Kevin Seeldraeyers  | Quickstep   | 4     |
| 31   | Alexander Kristoff  | BMC         | 4     |
| 32   | Richie Porte        | Saxo Bank   | 4     |
| 33   | Tiago Machado       | RadioShack  | 4     |
| 34   | Daniel Moreno       | Katusha     | 2     |
| 35   | Danilo Di Luca      | Katusha     | 2     |
| 36   | Jan Bakelants       | Omega Ph.   | 2     |
| 37   | Jaroslav Popovyč    | RadioShack  | 2     |
| 38   | Thomas Löfkvist     | Sky         | 2     |
| 39   | Gerald Ciolek       | Quickstep   | 1     |
| 40   | Borut Božič         | Vacansoleil | 1     |
| 41   | Jos van Emden       | Rabobank    | 1     |
| 42   | Craig Lewis         | HTC         | 1     |

| Pos. | Squadra                | Punti |
| ---- | ---------------------- | ----- |
| 1    | Lampre-ISD             | 250   |
| 2    | Liquigas-Cannondale    | 183   |
| 3    | AG2R La Mondiale       | 168   |
| 4    | Pro Team Astana        | 112   |
| 5    | Katusha Team           | 108   |
| 6    | HTC-Highroad           | 107   |
| 7    | Euskaltel-Euskadi      | 80    |
| 8    | Movistar Team          | 75    |
| 9    | Rabobank Cycling Team  | 70    |
| 10   | Team Garmin-Cervélo    | 61    |
| 11   | Quickstep Cycling Team | 31    |
| 12   | Omega Pharma-Lotto     | 18    |
| 13   | BMC Racing Team        | 18    |
| 14   | Sky Procycling         | 13    |
| 15   | Vacansoleil-DCM        | 11    |
| 16   | Team RadioShack        | 6     |
| 17   | Saxo Bank-Sungard      | 4     |

| Pos. | Nazione     | Punti |
| ---- | ----------- | ----- |
| 1    | Italia      | 450   |
| 2    | Spagna      | 231   |
| 3    | Francia     | 189   |
| 4    | Rep. Ceca   | 89    |
| 5    | Regno Unito | 80    |
| 6    | Paesi Bassi | 70    |
| 7    | Bielorussia | 64    |
| 8    | Belgio      | 22    |
| 9    | Svizzera    | 14    |
| 10   | Danimarca   | 8     |
| 11   | Norvegia    | 4     |
| 12   | Australia   | 4     |
| 13   | Portogallo  | 4     |
| 14   | Ucraina     | 2     |
| 15   | Svezia      | 2     |
| 16   | Germania    | 1     |
| 17   | Slovenia    | 1     |
| 18   | Stati Uniti | 1     |